# Llista d'asteroides (243001-244000)
Llista d'asteroides del 243.001 al 244.000, amb data de descoberta i descobridor. És un fragment de la llista d'asteroides completa. Als asteroides se'ls dona un número quan es confirma la seva òrbita, per tant apareixen llistats aproximadament segons la data de descobriment.

## 243001-243100
| Nom                | Designació provisional | Data de descobriment   | Lloc de descobriment | Descobridor/s          |
| ------------------ | ---------------------- | ---------------------- | -------------------- | ---------------------- |
| 243001             | 2006 TF114             | 1 d'octubre de 2006    | Apache Point         | A. C. Becker           |
| 243002             | 2006 TG119             | 11 d'octubre de 2006   | Apache Point         | A. C. Becker           |
| 243003             | 2006 TY120             | 12 d'octubre de 2006   | Apache Point         | A. C. Becker           |
| 243004             | 2006 UF6               | 16 d'octubre de 2006   | Catalina             | CSS                    |
| 243005             | 2006 UC9               | 16 d'octubre de 2006   | Catalina             | CSS                    |
| 243006             | 2006 UP26              | 16 d'octubre de 2006   | Kitt Peak            | Spacewatch             |
| 243007             | 2006 UL62              | 19 d'octubre de 2006   | Kitt Peak            | Spacewatch             |
| 243008             | 2006 UO67              | 16 d'octubre de 2006   | Catalina             | CSS                    |
| 243009             | 2006 UV71              | 17 d'octubre de 2006   | Kitt Peak            | Spacewatch             |
| 243010             | 2006 UU80              | 17 d'octubre de 2006   | Mount Lemmon         | Mt. Lemmon Survey      |
| 243011             | 2006 UW106             | 18 d'octubre de 2006   | Kitt Peak            | Spacewatch             |
| 243012             | 2006 UT139             | 19 d'octubre de 2006   | Mount Lemmon         | Mt. Lemmon Survey      |
| 243013             | 2006 UY156             | 21 d'octubre de 2006   | Mount Lemmon         | Mt. Lemmon Survey      |
| 243014             | 2006 UN161             | 21 d'octubre de 2006   | Catalina             | CSS                    |
| 243015             | 2006 UK166             | 21 d'octubre de 2006   | Mount Lemmon         | Mt. Lemmon Survey      |
| 243016             | 2006 UE172             | 21 d'octubre de 2006   | Mount Lemmon         | Mt. Lemmon Survey      |
| 243017             | 2006 UN177             | 16 d'octubre de 2006   | Catalina             | CSS                    |
| 243018             | 2006 UM178             | 16 d'octubre de 2006   | Catalina             | CSS                    |
| 243019             | 2006 UL181             | 16 d'octubre de 2006   | Catalina             | CSS                    |
| 243020             | 2006 UU192             | 19 d'octubre de 2006   | Catalina             | CSS                    |
| 243021             | 2006 UL200             | 21 d'octubre de 2006   | Kitt Peak            | Spacewatch             |
| 243022             | 2006 UG204             | 22 d'octubre de 2006   | Palomar              | NEAT                   |
| 243023             | 2006 UG206             | 23 d'octubre de 2006   | Kitt Peak            | Spacewatch             |
| 243024             | 2006 UJ207             | 23 d'octubre de 2006   | Palomar              | NEAT                   |
| 243025             | 2006 UM216             | 21 d'octubre de 2006   | Catalina             | CSS                    |
| 243026             | 2006 UX224             | 19 d'octubre de 2006   | Mount Lemmon         | Mt. Lemmon Survey      |
| 243027             | 2006 UG226             | 20 d'octubre de 2006   | Palomar              | NEAT                   |
| 243028             | 2006 UA233             | 21 d'octubre de 2006   | Palomar              | NEAT                   |
| 243029             | 2006 UF261             | 28 d'octubre de 2006   | Catalina             | CSS                    |
| 243030             | 2006 UN264             | 27 d'octubre de 2006   | Kitt Peak            | Spacewatch             |
| 243031             | 2006 UV295             | 19 d'octubre de 2006   | Kitt Peak            | M. W. Buie             |
| 243032             | 2006 VD23              | 10 de novembre de 2006 | Kitt Peak            | Spacewatch             |
| 243033             | 2006 VA37              | 11 de novembre de 2006 | Catalina             | CSS                    |
| 243034             | 2006 VH85              | 13 de novembre de 2006 | Kitt Peak            | Spacewatch             |
| 243035             | 2006 VT95              | 13 de novembre de 2006 | San Marcello         | San Marcello           |
| 243036             | 2006 VO97              | 11 de novembre de 2006 | Kitt Peak            | Spacewatch             |
| 243037             | 2006 VC136             | 15 de novembre de 2006 | Mount Lemmon         | Mt. Lemmon Survey      |
| 243038             | 2006 WP10              | 16 de novembre de 2006 | Socorro              | LINEAR                 |
| 243039             | 2006 WN20              | 17 de novembre de 2006 | Catalina             | CSS                    |
| 243040             | 2006 WZ47              | 16 de novembre de 2006 | Mount Lemmon         | Mt. Lemmon Survey      |
| 243041             | 2006 WR123             | 21 de novembre de 2006 | Mount Lemmon         | Mt. Lemmon Survey      |
| 243042             | 2006 WB139             | 19 de novembre de 2006 | Catalina             | CSS                    |
| 243043             | 2006 WW195             | 17 de novembre de 2006 | Mount Lemmon         | Mt. Lemmon Survey      |
| 243044             | 2006 XY21              | 12 de desembre de 2006 | Kitt Peak            | Spacewatch             |
| 243045             | 2006 XS31              | 11 de desembre de 2006 | Kitt Peak            | Spacewatch             |
| 243046             | 2006 XV42              | 12 de desembre de 2006 | Mount Lemmon         | Mt. Lemmon Survey      |
| 243047             | 2006 XJ55              | 15 de desembre de 2006 | Mount Lemmon         | Mt. Lemmon Survey      |
| 243048             | 2006 YO50              | 19 de desembre de 2006 | Purple Mountain      | PMO NEO Survey Program |
| 243049             | 2007 BQ2               | 17 de gener de 2007    | Catalina             | CSS                    |
| 243050             | 2007 BX3               | 16 de gener de 2007    | Mount Lemmon         | Mt. Lemmon Survey      |
| 243051             | 2007 BB65              | 27 de gener de 2007    | Mount Lemmon         | Mt. Lemmon Survey      |
| 243052             | 2007 BP73              | 24 de gener de 2007    | Catalina             | CSS                    |
| 243053             | 2007 CD53              | 13 de febrer de 2007   | Socorro              | LINEAR                 |
| 243054             | 2007 CF64              | 13 de febrer de 2007   | Socorro              | LINEAR                 |
| 243055             | 2007 DL20              | 17 de febrer de 2007   | Kitt Peak            | Spacewatch             |
| 243056             | 2007 DV22              | 17 de febrer de 2007   | Kitt Peak            | Spacewatch             |
| 243057             | 2007 DC37              | 17 de febrer de 2007   | Kitt Peak            | Spacewatch             |
| 243058             | 2007 EB24              | 10 de març de 2007     | Mount Lemmon         | Mt. Lemmon Survey      |
| 243059             | 2007 EN105             | 11 de març de 2007     | Mount Lemmon         | Mt. Lemmon Survey      |
| 243060             | 2007 EB125             | 15 de març de 2007     | Socorro              | LINEAR                 |
| 243061             | 2007 ET172             | 14 de març de 2007     | Kitt Peak            | Spacewatch             |
| 243062             | 2007 ER192             | 14 de març de 2007     | Kitt Peak            | Spacewatch             |
| 243063             | 2007 ET206             | 13 de març de 2007     | Mount Lemmon         | Mt. Lemmon Survey      |
| 243064             | 2007 FT44              | 26 de març de 2007     | Mount Lemmon         | Mt. Lemmon Survey      |
| 243065             | 2007 GC1               | 9 d'abril de 2007      | Crni Vrh             | Crni Vrh               |
| 243066             | 2007 GX17              | 11 d'abril de 2007     | Kitt Peak            | Spacewatch             |
| 243067             | 2007 GE34              | 13 d'abril de 2007     | Siding Spring        | Siding Spring Survey   |
| 243068             | 2007 GN36              | 14 d'abril de 2007     | Kitt Peak            | Spacewatch             |
| 243069             | 2007 GD37              | 14 d'abril de 2007     | Kitt Peak            | Spacewatch             |
| 243070             | 2007 GG61              | 15 d'abril de 2007     | Kitt Peak            | Spacewatch             |
| 243071             | 2007 GA64              | 15 d'abril de 2007     | Kitt Peak            | Spacewatch             |
| 243072             | 2007 HH3               | 16 d'abril de 2007     | Mount Lemmon         | Mt. Lemmon Survey      |
| 243073 Freistetter | 2007 HT3               | 16 d'abril de 2007     | Drebach              | Drebach                |
| 243074             | 2007 HE9               | 18 d'abril de 2007     | Mount Lemmon         | Mt. Lemmon Survey      |
| 243075             | 2007 HZ38              | 20 d'abril de 2007     | Socorro              | LINEAR                 |
| 243076             | 2007 HC49              | 20 d'abril de 2007     | Kitt Peak            | Spacewatch             |
| 243077             | 2007 HM59              | 18 d'abril de 2007     | Mount Lemmon         | Mt. Lemmon Survey      |
| 243078             | 2007 HC87              | 24 d'abril de 2007     | Kitt Peak            | Spacewatch             |
| 243079             | 2007 JN35              | 13 de maig de 2007     | Tiki                 | S. F. Hoenig, N. Teamo |
| 243080             | 2007 KP3               | 17 de maig de 2007     | Catalina             | CSS                    |
| 243081             | 2007 LY20              | 12 de juny de 2007     | Kitt Peak            | Spacewatch             |
| 243082             | 2007 LE33              | 15 de juny de 2007     | Kitt Peak            | Spacewatch             |
| 243083             | 2007 NU6               | 15 de juliol de 2007   | Siding Spring        | Siding Spring Survey   |
| 243084             | 2007 NL7               | 11 de juliol de 2007   | Siding Spring        | Siding Spring Survey   |
| 243085             | 2007 OM4               | 22 de juliol de 2007   | Siding Spring        | Siding Spring Survey   |
| 243086             | 2007 PH2               | 5 d'agost de 2007      | 7300                 | W. K. Y. Yeung         |
| 243087             | 2007 PD37              | 13 d'agost de 2007     | Socorro              | LINEAR                 |
| 243088             | 2007 PL45              | 11 d'agost de 2007     | Siding Spring        | Siding Spring Survey   |
| 243089             | 2007 QN2               | 21 d'agost de 2007     | Hibiscus             | S. F. Hoenig, N. Teamo |
| 243090             | 2007 QA3               | 22 d'agost de 2007     | Hibiscus             | S. F. Hoenig, N. Teamo |
| 243091             | 2007 QH8               | 21 d'agost de 2007     | Anderson Mesa        | LONEOS                 |
| 243092             | 2007 QY12              | 24 d'agost de 2007     | Kitt Peak            | Spacewatch             |
| 243093             | 2007 RK                | 1 de setembre de 2007  | Dauban               | Chante-Perdrix         |
| 243094 Dirlewanger | 2007 RU8               | 6 de setembre de 2007  | Wildberg             | R. Apitzsch            |
| 243095             | 2007 RG10              | 3 de setembre de 2007  | Catalina             | CSS                    |
| 243096 Klauswerner | 2007 RX15              | 12 de setembre de 2007 | Wildberg             | R. Apitzsch            |
| 243097 Batavia     | 2007 RF16              | 12 de setembre de 2007 | Gaisberg             | R. Gierlinger          |
| 243098             | 2007 RX21              | 3 de setembre de 2007  | Catalina             | CSS                    |
| 243099             | 2007 RR27              | 4 de setembre de 2007  | Catalina             | CSS                    |
| 243100             | 2007 RQ31              | 5 de setembre de 2007  | Catalina             | CSS                    |

## 243101-243200
| Nom               | Designació provisional | Data de descobriment   | Lloc de descobriment | Descobridor/s          |
| ----------------- | ---------------------- | ---------------------- | -------------------- | ---------------------- |
| 243101            | 2007 RK45              | 9 de setembre de 2007  | Kitt Peak            | Spacewatch             |
| 243102            | 2007 RA48              | 9 de setembre de 2007  | Mount Lemmon         | Mt. Lemmon Survey      |
| 243103            | 2007 RL50              | 9 de setembre de 2007  | Kitt Peak            | Spacewatch             |
| 243104            | 2007 RV52              | 9 de setembre de 2007  | Kitt Peak            | Spacewatch             |
| 243105            | 2007 RE103             | 11 de setembre de 2007 | Catalina             | CSS                    |
| 243106            | 2007 RG108             | 11 de setembre de 2007 | Kitt Peak            | Spacewatch             |
| 243107            | 2007 RV109             | 11 de setembre de 2007 | Kitt Peak            | Spacewatch             |
| 243108            | 2007 RN111             | 11 de setembre de 2007 | Kitt Peak            | Spacewatch             |
| 243109 Hansludwig | 2007 RT132             | 12 de setembre de 2007 | Taunus               | S. Karge, E. Schwab    |
| 243110            | 2007 RL135             | 13 de setembre de 2007 | Anderson Mesa        | LONEOS                 |
| 243111            | 2007 RY138             | 15 de setembre de 2007 | Lulin                | LUSS                   |
| 243112            | 2007 RW140             | 13 de setembre de 2007 | Socorro              | LINEAR                 |
| 243113            | 2007 RH145             | 14 de setembre de 2007 | Socorro              | LINEAR                 |
| 243114            | 2007 RX146             | 11 de setembre de 2007 | Catalina             | CSS                    |
| 243115            | 2007 RR157             | 11 de setembre de 2007 | Purple Mountain      | PMO NEO Survey Program |
| 243116            | 2007 RT165             | 10 de setembre de 2007 | Kitt Peak            | Spacewatch             |
| 243117            | 2007 RL176             | 9 de setembre de 2007  | Mount Lemmon         | Mt. Lemmon Survey      |
| 243118            | 2007 RR180             | 11 de setembre de 2007 | Mount Lemmon         | Mt. Lemmon Survey      |
| 243119            | 2007 RD184             | 13 de setembre de 2007 | Catalina             | CSS                    |
| 243120            | 2007 RE199             | 13 de setembre de 2007 | Catalina             | CSS                    |
| 243121            | 2007 RC203             | 13 de setembre de 2007 | Kitt Peak            | Spacewatch             |
| 243122            | 2007 RK203             | 13 de setembre de 2007 | Kitt Peak            | Spacewatch             |
| 243123            | 2007 RD220             | 14 de setembre de 2007 | Mount Lemmon         | Mt. Lemmon Survey      |
| 243124            | 2007 RT239             | 14 de setembre de 2007 | Catalina             | CSS                    |
| 243125            | 2007 RT244             | 11 de setembre de 2007 | Kitt Peak            | Spacewatch             |
| 243126            | 2007 RU245             | 12 de setembre de 2007 | Catalina             | CSS                    |
| 243127            | 2007 RY258             | 14 de setembre de 2007 | Catalina             | CSS                    |
| 243128            | 2007 RA259             | 14 de setembre de 2007 | Mount Lemmon         | Mt. Lemmon Survey      |
| 243129            | 2007 RS267             | 15 de setembre de 2007 | Kitt Peak            | Spacewatch             |
| 243130            | 2007 RQ279             | 6 de setembre de 2007  | Siding Spring        | Siding Spring Survey   |
| 243131            | 2007 RA282             | 15 de setembre de 2007 | Catalina             | CSS                    |
| 243132            | 2007 RH289             | 12 de setembre de 2007 | Catalina             | CSS                    |
| 243133            | 2007 RM298             | 10 de setembre de 2007 | Kitt Peak            | Spacewatch             |
| 243134            | 2007 RT298             | 10 de setembre de 2007 | Kitt Peak            | Spacewatch             |
| 243135            | 2007 RO301             | 13 de setembre de 2007 | Mount Lemmon         | Mt. Lemmon Survey      |
| 243136            | 2007 RJ303             | 4 de setembre de 2007  | Catalina             | CSS                    |
| 243137            | 2007 RL310             | 5 de setembre de 2007  | Catalina             | CSS                    |
| 243138            | 2007 RN311             | 15 de setembre de 2007 | Anderson Mesa        | LONEOS                 |
| 243139            | 2007 RC322             | 10 de setembre de 2007 | Mount Lemmon         | Mt. Lemmon Survey      |
| 243140            | 2007 RO325             | 15 de setembre de 2007 | Kitt Peak            | Spacewatch             |
| 243141            | 2007 TG6               | 6 d'octubre de 2007    | Dauban               | Chante-Perdrix         |
| 243142            | 2007 TH6               | 6 d'octubre de 2007    | Dauban               | Chante-Perdrix         |
| 243143            | 2007 TE8               | 7 d'octubre de 2007    | Mayhill              | A. Lowe                |
| 243144            | 2007 TL13              | 6 d'octubre de 2007    | Socorro              | LINEAR                 |
| 243145            | 2007 TB15              | 8 d'octubre de 2007    | 7300                 | W. K. Y. Yeung         |
| 243146            | 2007 TJ18              | 7 d'octubre de 2007    | Nashville            | R. Clingan             |
| 243147            | 2007 TX18              | 9 d'octubre de 2007    | Catalina             | CSS                    |
| 243148            | 2007 TN19              | 7 d'octubre de 2007    | Crni Vrh             | Crni Vrh               |
| 243149            | 2007 TT22              | 9 d'octubre de 2007    | Goodricke-Pigott     | R. A. Tucker           |
| 243150            | 2007 TV29              | 4 d'octubre de 2007    | Kitt Peak            | Spacewatch             |
| 243151            | 2007 TA33              | 6 d'octubre de 2007    | Kitt Peak            | Spacewatch             |
| 243152            | 2007 TZ34              | 6 d'octubre de 2007    | Kitt Peak            | Spacewatch             |
| 243153            | 2007 TO46              | 8 d'octubre de 2007    | Mount Lemmon         | Mt. Lemmon Survey      |
| 243154            | 2007 TV49              | 4 d'octubre de 2007    | Kitt Peak            | Spacewatch             |
| 243155            | 2007 TR63              | 7 d'octubre de 2007    | Mount Lemmon         | Mt. Lemmon Survey      |
| 243156            | 2007 TP66              | 10 d'octubre de 2007   | Dauban               | Chante-Perdrix         |
| 243157            | 2007 TE68              | 10 d'octubre de 2007   | Lulin                | LUSS                   |
| 243158            | 2007 TG68              | 11 d'octubre de 2007   | Calvin-Rehoboth      | Calvin College         |
| 243159            | 2007 TD74              | 14 d'octubre de 2007   | Mount Lemmon         | Mt. Lemmon Survey      |
| 243160            | 2007 TB75              | 15 d'octubre de 2007   | Klet                 | Klet                   |
| 243161            | 2007 TG79              | 5 d'octubre de 2007    | Kitt Peak            | Spacewatch             |
| 243162            | 2007 TP86              | 8 d'octubre de 2007    | Mount Lemmon         | Mt. Lemmon Survey      |
| 243163            | 2007 TK94              | 7 d'octubre de 2007    | Catalina             | CSS                    |
| 243164            | 2007 TW94              | 7 d'octubre de 2007    | Catalina             | CSS                    |
| 243165            | 2007 TL98              | 8 d'octubre de 2007    | Mount Lemmon         | Mt. Lemmon Survey      |
| 243166            | 2007 TL108             | 7 d'octubre de 2007    | Catalina             | CSS                    |
| 243167            | 2007 TB109             | 7 d'octubre de 2007    | Catalina             | CSS                    |
| 243168            | 2007 TD110             | 7 d'octubre de 2007    | Catalina             | CSS                    |
| 243169            | 2007 TQ123             | 6 d'octubre de 2007    | Kitt Peak            | Spacewatch             |
| 243170            | 2007 TD125             | 6 d'octubre de 2007    | Kitt Peak            | Spacewatch             |
| 243171            | 2007 TA128             | 6 d'octubre de 2007    | Kitt Peak            | Spacewatch             |
| 243172            | 2007 TD133             | 7 d'octubre de 2007    | Mount Lemmon         | Mt. Lemmon Survey      |
| 243173            | 2007 TG136             | 8 d'octubre de 2007    | Catalina             | CSS                    |
| 243174            | 2007 TY137             | 8 d'octubre de 2007    | Mount Lemmon         | Mt. Lemmon Survey      |
| 243175            | 2007 TH138             | 8 d'octubre de 2007    | Mount Lemmon         | Mt. Lemmon Survey      |
| 243176            | 2007 TV139             | 9 d'octubre de 2007    | Catalina             | CSS                    |
| 243177            | 2007 TG145             | 6 d'octubre de 2007    | Socorro              | LINEAR                 |
| 243178            | 2007 TW147             | 7 d'octubre de 2007    | Socorro              | LINEAR                 |
| 243179            | 2007 TZ154             | 9 d'octubre de 2007    | Socorro              | LINEAR                 |
| 243180            | 2007 TQ164             | 11 d'octubre de 2007   | Socorro              | LINEAR                 |
| 243181            | 2007 TC169             | 12 d'octubre de 2007   | Socorro              | LINEAR                 |
| 243182            | 2007 TK178             | 6 d'octubre de 2007    | Purple Mountain      | PMO NEO Survey Program |
| 243183            | 2007 TC212             | 7 d'octubre de 2007    | Kitt Peak            | Spacewatch             |
| 243184            | 2007 TW216             | 7 d'octubre de 2007    | Kitt Peak            | Spacewatch             |
| 243185            | 2007 TU228             | 8 d'octubre de 2007    | Kitt Peak            | Spacewatch             |
| 243186            | 2007 TH230             | 8 d'octubre de 2007    | Kitt Peak            | Spacewatch             |
| 243187            | 2007 TB265             | 11 d'octubre de 2007   | Kitt Peak            | Spacewatch             |
| 243188            | 2007 TK272             | 9 d'octubre de 2007    | Kitt Peak            | Spacewatch             |
| 243189            | 2007 TY288             | 11 d'octubre de 2007   | Catalina             | CSS                    |
| 243190            | 2007 TV296             | 10 d'octubre de 2007   | Mount Lemmon         | Mt. Lemmon Survey      |
| 243191            | 2007 TP329             | 11 d'octubre de 2007   | Kitt Peak            | Spacewatch             |
| 243192            | 2007 TS367             | 10 d'octubre de 2007   | Mount Lemmon         | Mt. Lemmon Survey      |
| 243193            | 2007 TJ371             | 12 d'octubre de 2007   | Catalina             | CSS                    |
| 243194            | 2007 TT376             | 10 d'octubre de 2007   | Catalina             | CSS                    |
| 243195            | 2007 TT377             | 11 d'octubre de 2007   | Kitt Peak            | Spacewatch             |
| 243196            | 2007 TW403             | 15 d'octubre de 2007   | Kitt Peak            | Spacewatch             |
| 243197            | 2007 TH414             | 15 d'octubre de 2007   | Catalina             | CSS                    |
| 243198            | 2007 TO441             | 9 d'octubre de 2007    | Catalina             | CSS                    |
| 243199            | 2007 TF443             | 14 d'octubre de 2007   | Catalina             | CSS                    |
| 243200            | 2007 TC447             | 10 d'octubre de 2007   | Kitt Peak            | Spacewatch             |

## 243201-243300
| Nom                | Designació provisional | Data de descobriment   | Lloc de descobriment | Descobridor/s          |
| ------------------ | ---------------------- | ---------------------- | -------------------- | ---------------------- |
| 243201             | 2007 TV447             | 13 d'octubre de 2007   | Mount Lemmon         | Mt. Lemmon Survey      |
| 243202             | 2007 TW448             | 9 d'octubre de 2007    | Kitt Peak            | Spacewatch             |
| 243203             | 2007 TB453             | 15 d'octubre de 2007   | Mount Lemmon         | Mt. Lemmon Survey      |
| 243204 Kubanchoria | 2007 UA5               | 16 d'octubre de 2007   | Andrushivka          | Andrushivka            |
| 243205             | 2007 UD11              | 18 d'octubre de 2007   | Socorro              | LINEAR                 |
| 243206             | 2007 UK11              | 19 d'octubre de 2007   | Socorro              | LINEAR                 |
| 243207             | 2007 US26              | 16 d'octubre de 2007   | Mount Lemmon         | Mt. Lemmon Survey      |
| 243208             | 2007 UN27              | 16 d'octubre de 2007   | Mount Lemmon         | Mt. Lemmon Survey      |
| 243209             | 2007 UK31              | 19 d'octubre de 2007   | Catalina             | CSS                    |
| 243210             | 2007 UP40              | 16 d'octubre de 2007   | Kitt Peak            | Spacewatch             |
| 243211             | 2007 UM44              | 18 d'octubre de 2007   | Mount Lemmon         | Mt. Lemmon Survey      |
| 243212             | 2007 UQ48              | 20 d'octubre de 2007   | Mount Lemmon         | Mt. Lemmon Survey      |
| 243213             | 2007 UX50              | 24 d'octubre de 2007   | Mount Lemmon         | Mt. Lemmon Survey      |
| 243214             | 2007 UE67              | 30 d'octubre de 2007   | Catalina             | CSS                    |
| 243215             | 2007 UU84              | 30 d'octubre de 2007   | Kitt Peak            | Spacewatch             |
| 243216             | 2007 UT125             | 31 d'octubre de 2007   | Kitt Peak            | Spacewatch             |
| 243217             | 2007 UC126             | 18 d'octubre de 2007   | Catalina             | CSS                    |
| 243218             | 2007 UB136             | 16 d'octubre de 2007   | Catalina             | CSS                    |
| 243219             | 2007 VA1               | 2 de novembre de 2007  | Mount Lemmon         | Mt. Lemmon Survey      |
| 243220             | 2007 VK11              | 2 de novembre de 2007  | Catalina             | CSS                    |
| 243221             | 2007 VY29              | 2 de novembre de 2007  | Kitt Peak            | Spacewatch             |
| 243222             | 2007 VV34              | 3 de novembre de 2007  | Kitt Peak            | Spacewatch             |
| 243223             | 2007 VV63              | 1 de novembre de 2007  | Kitt Peak            | Spacewatch             |
| 243224             | 2007 VN65              | 1 de novembre de 2007  | Lulin                | LUSS                   |
| 243225             | 2007 VJ69              | 4 de novembre de 2007  | Mount Lemmon         | Mt. Lemmon Survey      |
| 243226             | 2007 VH72              | 1 de novembre de 2007  | Kitt Peak            | Spacewatch             |
| 243227             | 2007 VY87              | 2 de novembre de 2007  | Socorro              | LINEAR                 |
| 243228             | 2007 VQ88              | 3 de novembre de 2007  | Socorro              | LINEAR                 |
| 243229             | 2007 VO90              | 5 de novembre de 2007  | Socorro              | LINEAR                 |
| 243230             | 2007 VX90              | 6 de novembre de 2007  | Socorro              | LINEAR                 |
| 243231             | 2007 VX92              | 3 de novembre de 2007  | Socorro              | LINEAR                 |
| 243232             | 2007 VJ93              | 3 de novembre de 2007  | Socorro              | LINEAR                 |
| 243233             | 2007 VZ93              | 7 de novembre de 2007  | Socorro              | LINEAR                 |
| 243234             | 2007 VE122             | 5 de novembre de 2007  | Kitt Peak            | Spacewatch             |
| 243235             | 2007 VD140             | 3 de novembre de 2007  | Lulin                | LUSS                   |
| 243236             | 2007 VZ146             | 4 de novembre de 2007  | Kitt Peak            | Spacewatch             |
| 243237             | 2007 VS164             | 5 de novembre de 2007  | Kitt Peak            | Spacewatch             |
| 243238             | 2007 VB167             | 5 de novembre de 2007  | Mount Lemmon         | Mt. Lemmon Survey      |
| 243239             | 2007 VP168             | 5 de novembre de 2007  | Kitt Peak            | Spacewatch             |
| 243240             | 2007 VN169             | 5 de novembre de 2007  | Kitt Peak            | Spacewatch             |
| 243241             | 2007 VX189             | 14 de novembre de 2007 | La Sagra             | La Sagra               |
| 243242             | 2007 VG207             | 9 de novembre de 2007  | Purple Mountain      | PMO NEO Survey Program |
| 243243             | 2007 VH219             | 9 de novembre de 2007  | Kitt Peak            | Spacewatch             |
| 243244             | 2007 VZ226             | 11 de novembre de 2007 | Mount Lemmon         | Mt. Lemmon Survey      |
| 243245             | 2007 VH231             | 7 de novembre de 2007  | Kitt Peak            | Spacewatch             |
| 243246             | 2007 VM233             | 8 de novembre de 2007  | Kitt Peak            | Spacewatch             |
| 243247             | 2007 VW265             | 13 de novembre de 2007 | Kitt Peak            | Spacewatch             |
| 243248             | 2007 VY273             | 12 de novembre de 2007 | Catalina             | CSS                    |
| 243249             | 2007 VB301             | 15 de novembre de 2007 | Anderson Mesa        | LONEOS                 |
| 243250             | 2007 VY311             | 12 de novembre de 2007 | Mount Lemmon         | Mt. Lemmon Survey      |
| 243251             | 2007 VY315             | 9 de novembre de 2007  | Catalina             | CSS                    |
| 243252             | 2007 WS7               | 18 de novembre de 2007 | Socorro              | LINEAR                 |
| 243253             | 2007 WS19              | 18 de novembre de 2007 | Mount Lemmon         | Mt. Lemmon Survey      |
| 243254             | 2007 WP22              | 17 de novembre de 2007 | Kitt Peak            | Spacewatch             |
| 243255             | 2007 WL60              | 17 de novembre de 2007 | Kitt Peak            | Spacewatch             |
| 243256             | 2007 XC5               | 4 de desembre de 2007  | Kitt Peak            | Spacewatch             |
| 243257             | 2007 XS11              | 4 de desembre de 2007  | Kitt Peak            | Spacewatch             |
| 243258             | 2007 XD17              | 5 de desembre de 2007  | Socorro              | LINEAR                 |
| 243259             | 2007 XM29              | 15 de desembre de 2007 | Mount Lemmon         | Mt. Lemmon Survey      |
| 243260             | 2007 XD35              | 13 de desembre de 2007 | Socorro              | LINEAR                 |
| 243261             | 2007 YM28              | 18 de desembre de 2007 | Mount Lemmon         | Mt. Lemmon Survey      |
| 243262 Korkosz     | 2007 YV47              | 31 de desembre de 2007 | Schiaparelli         | L. Buzzi               |
| 243263             | 2007 YB49              | 28 de desembre de 2007 | Kitt Peak            | Spacewatch             |
| 243264             | 2007 YB60              | 18 de desembre de 2007 | Catalina             | CSS                    |
| 243265             | 2007 YR61              | 20 de desembre de 2007 | Kitt Peak            | Spacewatch             |
| 243266             | 2008 AW                | 4 de gener de 2008     | Pla D'Arguines       | R. Ferrando            |
| 243267             | 2008 AM10              | 10 de gener de 2008    | Mount Lemmon         | Mt. Lemmon Survey      |
| 243268             | 2008 AV34              | 10 de gener de 2008    | Kitt Peak            | Spacewatch             |
| 243269             | 2008 AH44              | 10 de gener de 2008    | Kitt Peak            | Spacewatch             |
| 243270             | 2008 AK65              | 11 de gener de 2008    | Mount Lemmon         | Mt. Lemmon Survey      |
| 243271             | 2008 BV6               | 16 de gener de 2008    | Kitt Peak            | Spacewatch             |
| 243272             | 2008 BU10              | 18 de gener de 2008    | Kitt Peak            | Spacewatch             |
| 243273             | 2008 BH18              | 30 de gener de 2008    | Mount Lemmon         | Mt. Lemmon Survey      |
| 243274             | 2008 BJ40              | 30 de gener de 2008    | Socorro              | LINEAR                 |
| 243275             | 2008 CN18              | 3 de febrer de 2008    | Catalina             | CSS                    |
| 243276             | 2008 CB34              | 2 de febrer de 2008    | Kitt Peak            | Spacewatch             |
| 243277             | 2008 CL43              | 2 de febrer de 2008    | Kitt Peak            | Spacewatch             |
| 243278             | 2008 CV51              | 7 de febrer de 2008    | Kitt Peak            | Spacewatch             |
| 243279             | 2008 CT68              | 7 de febrer de 2008    | Costitx              | OAM                    |
| 243280             | 2008 CF82              | 7 de febrer de 2008    | Mount Lemmon         | Mt. Lemmon Survey      |
| 243281             | 2008 CE86              | 7 de febrer de 2008    | Mount Lemmon         | Mt. Lemmon Survey      |
| 243282             | 2008 CJ86              | 7 de febrer de 2008    | Mount Lemmon         | Mt. Lemmon Survey      |
| 243283             | 2008 CB148             | 9 de febrer de 2008    | Kitt Peak            | Spacewatch             |
| 243284             | 2008 CB161             | 9 de febrer de 2008    | Kitt Peak            | Spacewatch             |
| 243285 Fauvaud     | 2008 CJ181             | 11 de febrer de 2008   | Nogales              | J.-C. Merlin           |
| 243286             | 2008 CO183             | 13 de febrer de 2008   | Catalina             | CSS                    |
| 243287             | 2008 CA190             | 1 de febrer de 2008    | Catalina             | CSS                    |
| 243288             | 2008 CA193             | 8 de febrer de 2008    | Kitt Peak            | Spacewatch             |
| 243289             | 2008 DX15              | 27 de febrer de 2008   | Catalina             | CSS                    |
| 243290             | 2008 DD31              | 27 de febrer de 2008   | Kitt Peak            | Spacewatch             |
| 243291             | 2008 DK47              | 28 de febrer de 2008   | Kitt Peak            | Spacewatch             |
| 243292             | 2008 DS70              | 27 de febrer de 2008   | Catalina             | CSS                    |
| 243293             | 2008 DH73              | 27 de febrer de 2008   | Mount Lemmon         | Mt. Lemmon Survey      |
| 243294             | 2008 DN83              | 18 de febrer de 2008   | Mount Lemmon         | Mt. Lemmon Survey      |
| 243295             | 2008 EP9               | 1 de març de 2008      | Kitt Peak            | Spacewatch             |
| 243296             | 2008 EY9               | 1 de març de 2008      | Kitt Peak            | Spacewatch             |
| 243297             | 2008 EJ60              | 8 de març de 2008      | Catalina             | CSS                    |
| 243298             | 2008 EN82              | 8 de març de 2008      | Socorro              | LINEAR                 |
| 243299             | 2008 EN109             | 7 de març de 2008      | Mount Lemmon         | Mt. Lemmon Survey      |
| 243300             | 2008 EN123             | 9 de març de 2008      | Kitt Peak            | Spacewatch             |

## 243301-243400
| Nom               | Designació provisional | Data de descobriment   | Lloc de descobriment | Descobridor/s        |
| ----------------- | ---------------------- | ---------------------- | -------------------- | -------------------- |
| 243301            | 2008 EA137             | 11 de març de 2008     | Kitt Peak            | Spacewatch           |
| 243302            | 2008 FA37              | 28 de març de 2008     | Mount Lemmon         | Mt. Lemmon Survey    |
| 243303            | 2008 FX40              | 28 de març de 2008     | Kitt Peak            | Spacewatch           |
| 243304            | 2008 GL145             | 6 d'abril de 2008      | Kitt Peak            | Spacewatch           |
| 243305            | 2008 GJ146             | 15 d'abril de 2008     | Kitt Peak            | Spacewatch           |
| 243306            | 2008 JV15              | 3 de maig de 2008      | Kitt Peak            | Spacewatch           |
| 243307            | 2008 KX12              | 27 de maig de 2008     | Kitt Peak            | Spacewatch           |
| 243308            | 2008 KJ30              | 29 de maig de 2008     | Kitt Peak            | Spacewatch           |
| 243309            | 2008 OB15              | 28 de juliol de 2008   | La Sagra             | La Sagra             |
| 243310            | 2008 OU24              | 30 de juliol de 2008   | Mount Lemmon         | Mt. Lemmon Survey    |
| 243311            | 2008 PN13              | 10 d'agost de 2008     | La Sagra             | La Sagra             |
| 243312            | 2008 QE48              | 26 d'agost de 2008     | Socorro              | LINEAR               |
| 243313            | 2008 RH3               | 2 de setembre de 2008  | Kitt Peak            | Spacewatch           |
| 243314            | 2008 RA15              | 4 de setembre de 2008  | Kitt Peak            | Spacewatch           |
| 243315            | 2008 RP18              | 4 de setembre de 2008  | Kitt Peak            | Spacewatch           |
| 243316            | 2008 RL32              | 2 de setembre de 2008  | Kitt Peak            | Spacewatch           |
| 243317            | 2008 RE96              | 7 de setembre de 2008  | Catalina             | CSS                  |
| 243318            | 2008 RS101             | 2 de setembre de 2008  | Kitt Peak            | Spacewatch           |
| 243319            | 2008 RR109             | 2 de setembre de 2008  | Kitt Peak            | Spacewatch           |
| 243320 Jackuipers | 2008 SG12              | 24 de setembre de 2008 | Calvin-Rehoboth      | Calvin College       |
| 243321            | 2008 SG20              | 19 de setembre de 2008 | Kitt Peak            | Spacewatch           |
| 243322            | 2008 SG31              | 20 de setembre de 2008 | Kitt Peak            | Spacewatch           |
| 243323            | 2008 SO36              | 20 de setembre de 2008 | Mount Lemmon         | Mt. Lemmon Survey    |
| 243324            | 2008 SN65              | 21 de setembre de 2008 | Mount Lemmon         | Mt. Lemmon Survey    |
| 243325            | 2008 SR154             | 22 de setembre de 2008 | Socorro              | LINEAR               |
| 243326            | 2008 SA178             | 23 de setembre de 2008 | Catalina             | CSS                  |
| 243327            | 2008 SQ195             | 25 de setembre de 2008 | Kitt Peak            | Spacewatch           |
| 243328            | 2008 SX243             | 24 de setembre de 2008 | Kitt Peak            | Spacewatch           |
| 243329            | 2008 SZ290             | 23 de setembre de 2008 | Kitt Peak            | Spacewatch           |
| 243330            | 2008 TT18              | 1 d'octubre de 2008    | Mount Lemmon         | Mt. Lemmon Survey    |
| 243331            | 2008 TE21              | 1 d'octubre de 2008    | Mount Lemmon         | Mt. Lemmon Survey    |
| 243332            | 2008 TF45              | 1 d'octubre de 2008    | Mount Lemmon         | Mt. Lemmon Survey    |
| 243333            | 2008 TR69              | 2 d'octubre de 2008    | Kitt Peak            | Spacewatch           |
| 243334            | 2008 TY109             | 6 d'octubre de 2008    | Mount Lemmon         | Mt. Lemmon Survey    |
| 243335            | 2008 TH131             | 8 d'octubre de 2008    | Mount Lemmon         | Mt. Lemmon Survey    |
| 243336            | 2008 TS165             | 4 d'octubre de 2008    | Mount Lemmon         | Mt. Lemmon Survey    |
| 243337            | 2008 TW187             | 8 d'octubre de 2008    | Catalina             | CSS                  |
| 243338            | 2008 TH188             | 9 d'octubre de 2008    | Mount Lemmon         | Mt. Lemmon Survey    |
| 243339            | 2008 UB4               | 23 d'octubre de 2008   | Socorro              | LINEAR               |
| 243340            | 2008 UF8               | 17 d'octubre de 2008   | Kitt Peak            | Spacewatch           |
| 243341            | 2008 UZ77              | 21 d'octubre de 2008   | Kitt Peak            | Spacewatch           |
| 243342            | 2008 UF107             | 21 d'octubre de 2008   | Kitt Peak            | Spacewatch           |
| 243343            | 2008 UY117             | 22 d'octubre de 2008   | Kitt Peak            | Spacewatch           |
| 243344            | 2008 UA134             | 23 d'octubre de 2008   | Kitt Peak            | Spacewatch           |
| 243345            | 2008 UZ148             | 23 d'octubre de 2008   | Kitt Peak            | Spacewatch           |
| 243346            | 2008 UF157             | 23 d'octubre de 2008   | Mount Lemmon         | Mt. Lemmon Survey    |
| 243347            | 2008 UU160             | 23 d'octubre de 2008   | Kitt Peak            | Spacewatch           |
| 243348            | 2008 UC199             | 27 d'octubre de 2008   | Socorro              | LINEAR               |
| 243349            | 2008 UF199             | 28 d'octubre de 2008   | Socorro              | LINEAR               |
| 243350            | 2008 UW199             | 28 d'octubre de 2008   | Goodricke-Pigott     | R. A. Tucker         |
| 243351            | 2008 UP215             | 24 d'octubre de 2008   | Catalina             | CSS                  |
| 243352            | 2008 UP229             | 25 d'octubre de 2008   | Kitt Peak            | Spacewatch           |
| 243353            | 2008 UE275             | 28 d'octubre de 2008   | Kitt Peak            | Spacewatch           |
| 243354            | 2008 UK304             | 29 d'octubre de 2008   | Kitt Peak            | Spacewatch           |
| 243355            | 2008 UV316             | 30 d'octubre de 2008   | Mount Lemmon         | Mt. Lemmon Survey    |
| 243356            | 2008 UP325             | 31 d'octubre de 2008   | Kitt Peak            | Spacewatch           |
| 243357            | 2008 VO19              | 1 de novembre de 2008  | Mount Lemmon         | Mt. Lemmon Survey    |
| 243358            | 2008 VF20              | 1 de novembre de 2008  | Mount Lemmon         | Mt. Lemmon Survey    |
| 243359            | 2008 VL43              | 3 de novembre de 2008  | Kitt Peak            | Spacewatch           |
| 243360            | 2008 VK73              | 3 de novembre de 2008  | Kitt Peak            | Spacewatch           |
| 243361            | 2008 WU43              | 17 de novembre de 2008 | Kitt Peak            | Spacewatch           |
| 243362            | 2008 WP45              | 17 de novembre de 2008 | Kitt Peak            | Spacewatch           |
| 243363            | 2008 WW58              | 22 de novembre de 2008 | Mayhill              | A. Lowe              |
| 243364            | 2008 WY59              | 18 de novembre de 2008 | Socorro              | LINEAR               |
| 243365            | 2008 WA71              | 18 de novembre de 2008 | Kitt Peak            | Spacewatch           |
| 243366            | 2008 WH74              | 19 de novembre de 2008 | Mount Lemmon         | Mt. Lemmon Survey    |
| 243367            | 2008 WV77              | 20 de novembre de 2008 | Kitt Peak            | Spacewatch           |
| 243368            | 2008 WS89              | 22 de novembre de 2008 | Kitt Peak            | Spacewatch           |
| 243369            | 2008 WC102             | 25 de novembre de 2008 | Socorro              | LINEAR               |
| 243370            | 2008 WA112             | 30 de novembre de 2008 | Kitt Peak            | Spacewatch           |
| 243371            | 2008 WY119             | 30 de novembre de 2008 | Mount Lemmon         | Mt. Lemmon Survey    |
| 243372            | 2008 WN128             | 22 de novembre de 2008 | Kitt Peak            | Spacewatch           |
| 243373            | 2008 WM134             | 22 de novembre de 2008 | Kitt Peak            | Spacewatch           |
| 243374            | 2008 XW4               | 3 de desembre de 2008  | Socorro              | LINEAR               |
| 243375            | 2008 XY17              | 1 de desembre de 2008  | Kitt Peak            | Spacewatch           |
| 243376            | 2008 XA40              | 2 de desembre de 2008  | Kitt Peak            | Spacewatch           |
| 243377            | 2008 XK40              | 2 de desembre de 2008  | Kitt Peak            | Spacewatch           |
| 243378            | 2008 XT43              | 2 de desembre de 2008  | Kitt Peak            | Spacewatch           |
| 243379            | 2008 XK49              | 7 de desembre de 2008  | Mount Lemmon         | Mt. Lemmon Survey    |
| 243380            | 2008 XN55              | 3 de desembre de 2008  | Mount Lemmon         | Mt. Lemmon Survey    |
| 243381 Alessio    | 2008 YM4               | 22 de desembre de 2008 | Nazaret              | G. Muler, J. M. Ruiz |
| 243382            | 2008 YZ17              | 21 de desembre de 2008 | Mount Lemmon         | Mt. Lemmon Survey    |
| 243383            | 2008 YO38              | 29 de desembre de 2008 | Kitt Peak            | Spacewatch           |
| 243384            | 2008 YA40              | 29 de desembre de 2008 | Kitt Peak            | Spacewatch           |
| 243385            | 2008 YD49              | 29 de desembre de 2008 | Mount Lemmon         | Mt. Lemmon Survey    |
| 243386            | 2008 YP51              | 29 de desembre de 2008 | Mount Lemmon         | Mt. Lemmon Survey    |
| 243387            | 2008 YZ52              | 29 de desembre de 2008 | Mount Lemmon         | Mt. Lemmon Survey    |
| 243388            | 2008 YK54              | 29 de desembre de 2008 | Mount Lemmon         | Mt. Lemmon Survey    |
| 243389            | 2008 YU90              | 29 de desembre de 2008 | Kitt Peak            | Spacewatch           |
| 243390            | 2008 YX97              | 29 de desembre de 2008 | Mount Lemmon         | Mt. Lemmon Survey    |
| 243391            | 2008 YG109             | 29 de desembre de 2008 | Kitt Peak            | Spacewatch           |
| 243392            | 2008 YW109             | 30 de desembre de 2008 | Kitt Peak            | Spacewatch           |
| 243393            | 2008 YO125             | 30 de desembre de 2008 | Kitt Peak            | Spacewatch           |
| 243394            | 2008 YB156             | 29 de desembre de 2008 | Mount Lemmon         | Mt. Lemmon Survey    |
| 243395            | 2008 YS168             | 21 de desembre de 2008 | Kitt Peak            | Spacewatch           |
| 243396            | 2008 YZ171             | 30 de desembre de 2008 | Catalina             | CSS                  |
| 243397            | 2008 YO172             | 31 de desembre de 2008 | Catalina             | CSS                  |
| 243398            | 2008 YP172             | 21 de desembre de 2008 | Mount Lemmon         | Mt. Lemmon Survey    |
| 243399            | 2008 YV172             | 29 de desembre de 2008 | Kitt Peak            | Spacewatch           |
| 243400            | 2009 AP1               | 3 de gener de 2009     | Farra d'Isonzo       | Farra d'Isonzo       |

## 243401-243500
| Nom                | Designació provisional | Data de descobriment   | Lloc de descobriment | Descobridor/s          |
| ------------------ | ---------------------- | ---------------------- | -------------------- | ---------------------- |
| 243401             | 2009 AY15              | 15 de gener de 2009    | Farra d'Isonzo       | Farra d'Isonzo         |
| 243402             | 2009 AX24              | 3 de gener de 2009     | Kitt Peak            | Spacewatch             |
| 243403             | 2009 AP48              | 3 de gener de 2009     | Mount Lemmon         | Mt. Lemmon Survey      |
| 243404             | 2009 BU4               | 18 de gener de 2009    | Socorro              | LINEAR                 |
| 243405             | 2009 BN24              | 17 de gener de 2009    | Catalina             | CSS                    |
| 243406             | 2009 BK36              | 16 de gener de 2009    | Kitt Peak            | Spacewatch             |
| 243407             | 2009 BF52              | 16 de gener de 2009    | Mount Lemmon         | Mt. Lemmon Survey      |
| 243408             | 2009 BN53              | 16 de gener de 2009    | Mount Lemmon         | Mt. Lemmon Survey      |
| 243409             | 2009 BF82              | 20 de gener de 2009    | Catalina             | CSS                    |
| 243410             | 2009 BN88              | 25 de gener de 2009    | Kitt Peak            | Spacewatch             |
| 243411             | 2009 BA90              | 25 de gener de 2009    | Kitt Peak            | Spacewatch             |
| 243412             | 2009 BT98              | 26 de gener de 2009    | Kitt Peak            | Spacewatch             |
| 243413             | 2009 BH111             | 26 de gener de 2009    | Purple Mountain      | PMO NEO Survey Program |
| 243414             | 2009 BT124             | 31 de gener de 2009    | Kitt Peak            | Spacewatch             |
| 243415             | 2009 BW137             | 29 de gener de 2009    | Kitt Peak            | Spacewatch             |
| 243416             | 2009 BO140             | 29 de gener de 2009    | Kitt Peak            | Spacewatch             |
| 243417             | 2009 BV144             | 30 de gener de 2009    | Kitt Peak            | Spacewatch             |
| 243418             | 2009 BH147             | 30 de gener de 2009    | Mount Lemmon         | Mt. Lemmon Survey      |
| 243419             | 2009 BT169             | 17 de gener de 2009    | Kitt Peak            | Spacewatch             |
| 243420             | 2009 BA178             | 31 de gener de 2009    | Mount Lemmon         | Mt. Lemmon Survey      |
| 243421             | 2009 BC187             | 26 de gener de 2009    | Socorro              | LINEAR                 |
| 243422             | 2009 BA188             | 21 de gener de 2009    | Socorro              | LINEAR                 |
| 243423             | 2009 CP7               | 1 de febrer de 2009    | Mount Lemmon         | Mt. Lemmon Survey      |
| 243424             | 2009 CT27              | 1 de febrer de 2009    | Kitt Peak            | Spacewatch             |
| 243425             | 2009 CA50              | 14 de febrer de 2009   | La Sagra             | La Sagra               |
| 243426             | 2009 CL53              | 13 de febrer de 2009   | La Sagra             | La Sagra               |
| 243427             | 2009 CS56              | 4 de febrer de 2009    | Mount Lemmon         | Mt. Lemmon Survey      |
| 243428             | 2009 CL58              | 3 de febrer de 2009    | Kitt Peak            | Spacewatch             |
| 243429             | 2009 CA63              | 4 de febrer de 2009    | Mount Lemmon         | Mt. Lemmon Survey      |
| 243430             | 2009 DQ1               | 16 de febrer de 2009   | Dauban               | F. Kugel               |
| 243431             | 2009 DK32              | 20 de febrer de 2009   | Kitt Peak            | Spacewatch             |
| 243432             | 2009 DO41              | 18 de febrer de 2009   | La Sagra             | La Sagra               |
| 243433             | 2009 DY44              | 27 de febrer de 2009   | Mayhill              | A. Lowe                |
| 243434             | 2009 DB46              | 19 de febrer de 2009   | Marly                | P. Kocher              |
| 243435             | 2009 DL55              | 22 de febrer de 2009   | Kitt Peak            | Spacewatch             |
| 243436             | 2009 DQ57              | 22 de febrer de 2009   | Kitt Peak            | Spacewatch             |
| 243437             | 2009 DF58              | 22 de febrer de 2009   | Kitt Peak            | Spacewatch             |
| 243438             | 2009 DV66              | 24 de febrer de 2009   | Mount Lemmon         | Mt. Lemmon Survey      |
| 243439             | 2009 DZ112             | 27 de febrer de 2009   | Catalina             | CSS                    |
| 243440 Colonia     | 2009 FD2               | 17 de març de 2009     | Taunus               | S. Karge, E. Schwab    |
| 243441             | 2009 FO3               | 17 de març de 2009     | La Sagra             | La Sagra               |
| 243442             | 2009 FS6               | 16 de març de 2009     | Kitt Peak            | Spacewatch             |
| 243443             | 2009 FD18              | 18 de març de 2009     | La Sagra             | La Sagra               |
| 243444             | 2009 FQ41              | 23 de març de 2009     | La Sagra             | La Sagra               |
| 243445             | 2009 FD45              | 26 de març de 2009     | Kitt Peak            | Spacewatch             |
| 243446             | 2009 FX56              | 25 de març de 2009     | Siding Spring        | Siding Spring Survey   |
| 243447             | 2009 GE                | 2 d'abril de 2009      | Sierra Stars         | F. Tozzi               |
| 243448             | 2009 HD16              | 18 d'abril de 2009     | Kitt Peak            | Spacewatch             |
| 243449             | 2009 HP19              | 18 d'abril de 2009     | Cordell-Lorenz       | D. T. Durig            |
| 243450             | 2009 HY21              | 16 d'abril de 2009     | Catalina             | CSS                    |
| 243451             | 2009 HL60              | 21 d'abril de 2009     | Socorro              | LINEAR                 |
| 243452             | 2009 HD73              | 19 d'abril de 2009     | Kitt Peak            | Spacewatch             |
| 243453             | 2009 HX85              | 29 d'abril de 2009     | Kitt Peak            | Spacewatch             |
| 243454             | 2009 HH92              | 29 d'abril de 2009     | Kitt Peak            | Spacewatch             |
| 243455             | 2009 JJ2               | 12 de maig de 2009     | Mayhill              | A. Lowe                |
| 243456             | 2009 JR3               | 13 de maig de 2009     | Catalina             | CSS                    |
| 243457             | 2009 JA18              | 3 de maig de 2009      | Kitt Peak            | Spacewatch             |
| 243458 Bubulina    | 2009 QQ38              | 31 d'agost de 2009     | Skylive              | F. Tozzi, M. Graziani  |
| 243459             | 2009 RZ16              | 12 de setembre de 2009 | Kitt Peak            | Spacewatch             |
| 243460             | 2009 RA54              | 15 de setembre de 2009 | Kitt Peak            | Spacewatch             |
| 243461             | 2009 SF21              | 17 de setembre de 2009 | Catalina             | CSS                    |
| 243462             | 2009 ST42              | 16 de setembre de 2009 | Kitt Peak            | Spacewatch             |
| 243463             | 2009 SF44              | 16 de setembre de 2009 | Kitt Peak            | Spacewatch             |
| 243464             | 2009 SC49              | 17 de setembre de 2009 | La Sagra             | La Sagra               |
| 243465             | 2009 SN100             | 18 de setembre de 2009 | Catalina             | CSS                    |
| 243466             | 2009 SE104             | 25 de setembre de 2009 | Taunus               | S. Karge, R. Kling     |
| 243467             | 2009 SE124             | 18 de setembre de 2009 | Kitt Peak            | Spacewatch             |
| 243468             | 2009 SZ146             | 19 de setembre de 2009 | Kitt Peak            | Spacewatch             |
| 243469             | 2009 SY158             | 20 de setembre de 2009 | Kitt Peak            | Spacewatch             |
| 243470             | 2009 SR175             | 19 de setembre de 2009 | Catalina             | CSS                    |
| 243471             | 2009 SO213             | 23 de setembre de 2009 | Kitt Peak            | Spacewatch             |
| 243472             | 2009 SD214             | 23 de setembre de 2009 | Kitt Peak            | Spacewatch             |
| 243473             | 2009 SO241             | 18 de setembre de 2009 | Catalina             | CSS                    |
| 243474             | 2009 SH264             | 23 de setembre de 2009 | Mount Lemmon         | Mt. Lemmon Survey      |
| 243475             | 2009 SB265             | 23 de setembre de 2009 | Mount Lemmon         | Mt. Lemmon Survey      |
| 243476             | 2009 SZ289             | 25 de setembre de 2009 | Kitt Peak            | Spacewatch             |
| 243477             | 2009 SP293             | 26 de setembre de 2009 | Kitt Peak            | Spacewatch             |
| 243478             | 2009 SY329             | 17 de setembre de 2009 | Kitt Peak            | Spacewatch             |
| 243479             | 2009 TY5               | 11 d'octubre de 2009   | La Sagra             | La Sagra               |
| 243480             | 2009 TQ9               | 14 d'octubre de 2009   | Bisei SG Center      | BATTeRS                |
| 243481             | 2009 TW14              | 14 d'octubre de 2009   | La Sagra             | La Sagra               |
| 243482             | 2009 TY14              | 12 d'octubre de 2009   | La Sagra             | La Sagra               |
| 243483             | 2009 TW17              | 15 d'octubre de 2009   | Catalina             | CSS                    |
| 243484             | 2009 TA23              | 14 d'octubre de 2009   | La Sagra             | La Sagra               |
| 243485             | 2009 TH26              | 14 d'octubre de 2009   | Purple Mountain      | PMO NEO Survey Program |
| 243486             | 2009 TQ34              | 12 d'octubre de 2009   | La Sagra             | La Sagra               |
| 243487             | 2009 TB38              | 14 d'octubre de 2009   | Catalina             | CSS                    |
| 243488             | 2009 TB41              | 14 d'octubre de 2009   | Purple Mountain      | PMO NEO Survey Program |
| 243489             | 2009 UX11              | 16 d'octubre de 2009   | Catalina             | CSS                    |
| 243490             | 2009 UF19              | 23 d'octubre de 2009   | Mayhill              | Mayhill                |
| 243491 Mühlviertel | 2009 UH19              | 20 d'octubre de 2009   | Linz                 | D. Voglsam             |
| 243492             | 2009 UB26              | 21 d'octubre de 2009   | Catalina             | CSS                    |
| 243493             | 2009 UY39              | 22 d'octubre de 2009   | Mount Lemmon         | Mt. Lemmon Survey      |
| 243494             | 2009 UF74              | 21 d'octubre de 2009   | Mount Lemmon         | Mt. Lemmon Survey      |
| 243495             | 2009 UB102             | 24 d'octubre de 2009   | Catalina             | CSS                    |
| 243496             | 2009 UV105             | 21 d'octubre de 2009   | Mount Lemmon         | Mt. Lemmon Survey      |
| 243497             | 2009 UR122             | 26 d'octubre de 2009   | Mount Lemmon         | Mt. Lemmon Survey      |
| 243498             | 2009 US130             | 26 d'octubre de 2009   | Catalina             | CSS                    |
| 243499             | 2009 UA131             | 30 d'octubre de 2009   | Mount Lemmon         | Mt. Lemmon Survey      |
| 243500             | 2009 UK139             | 27 d'octubre de 2009   | Mount Lemmon         | Mt. Lemmon Survey      |

## 243501-243600
| Nom                    | Designació provisional | Data de descobriment   | Lloc de descobriment | Descobridor/s                                          |
| ---------------------- | ---------------------- | ---------------------- | -------------------- | ------------------------------------------------------ |
| 243501                 | 2009 UR139             | 24 d'octubre de 2009   | Mount Lemmon         | Mt. Lemmon Survey                                      |
| 243502                 | 2009 UE140             | 25 d'octubre de 2009   | Kitt Peak            | Spacewatch                                             |
| 243503                 | 2009 VS26              | 8 de novembre de 2009  | Kitt Peak            | Spacewatch                                             |
| 243504                 | 2009 VD77              | 8 de novembre de 2009  | Catalina             | CSS                                                    |
| 243505                 | 2009 VG106             | 9 de novembre de 2009  | Catalina             | CSS                                                    |
| 243506                 | 2009 WS                | 16 de novembre de 2009 | Calvin-Rehoboth      | L. A. Molnar                                           |
| 243507                 | 2009 WT26              | 16 de novembre de 2009 | Kitt Peak            | Spacewatch                                             |
| 243508                 | 2009 WM71              | 18 de novembre de 2009 | Kitt Peak            | Spacewatch                                             |
| 243509                 | 2009 WB80              | 18 de novembre de 2009 | Kitt Peak            | Spacewatch                                             |
| 243510                 | 2009 WE84              | 19 de novembre de 2009 | Kitt Peak            | Spacewatch                                             |
| 243511                 | 2009 WF129             | 20 de novembre de 2009 | Mount Lemmon         | Mt. Lemmon Survey                                      |
| 243512                 | 2009 YF10              | 17 de desembre de 2009 | Kitt Peak            | Spacewatch                                             |
| 243513                 | 2009 YL15              | 18 de desembre de 2009 | Kitt Peak            | Spacewatch                                             |
| 243514                 | 2010 AT58              | 11 de gener de 2010    | Kitt Peak            | Spacewatch                                             |
| 243515                 | 2010 AT66              | 11 de gener de 2010    | Kitt Peak            | Spacewatch                                             |
| 243516 Marklarsen      | 2010 CC7               | 6 de febrer de 2010    | WISE                 | WISE                                                   |
| 243517                 | 2010 CD32              | 9 de febrer de 2010    | Kitt Peak            | Spacewatch                                             |
| 243518                 | 2010 CK34              | 10 de febrer de 2010   | Kitt Peak            | Spacewatch                                             |
| 243519                 | 2010 CX34              | 10 de febrer de 2010   | Kitt Peak            | Spacewatch                                             |
| 243520                 | 2010 CH44              | 14 de febrer de 2010   | Calvin-Rehoboth      | Calvin College                                         |
| 243521                 | 2010 CF63              | 9 de febrer de 2010    | Kitt Peak            | Spacewatch                                             |
| 243522                 | 2010 CA124             | 15 de febrer de 2010   | Catalina             | CSS                                                    |
| 243523                 | 2010 CO138             | 13 de febrer de 2010   | Kitt Peak            | Spacewatch                                             |
| 243524                 | 2010 DG8               | 16 de febrer de 2010   | Kitt Peak            | Spacewatch                                             |
| 243525                 | 2010 DY8               | 16 de febrer de 2010   | Kitt Peak            | Spacewatch                                             |
| 243526 Russwalker      | 2010 DY28              | 19 de febrer de 2010   | WISE                 | WISE                                                   |
| 243527                 | 2010 DZ42              | 17 de febrer de 2010   | Kitt Peak            | Spacewatch                                             |
| 243528                 | 2010 DV46              | 17 de febrer de 2010   | Kitt Peak            | Spacewatch                                             |
| 243529 Petereisenhardt | 2010 DO50              | 20 de febrer de 2010   | WISE                 | WISE                                                   |
| 243530                 | 2010 DR78              | 17 de febrer de 2010   | Siding Spring        | Siding Spring Survey                                   |
| 243531                 | 2010 EV29              | 5 de març de 2010      | Catalina             | CSS                                                    |
| 243532                 | 2010 EE30              | 5 de març de 2010      | Catalina             | CSS                                                    |
| 243533                 | 2010 EH34              | 5 de març de 2010      | Kitt Peak            | Spacewatch                                             |
| 243534                 | 2010 EO40              | 12 de març de 2010     | Catalina             | CSS                                                    |
| 243535                 | 2010 ET87              | 13 de març de 2010     | Mount Lemmon         | Mt. Lemmon Survey                                      |
| 243536 Mannheim        | 2010 EQ111             | 15 de març de 2010     | Moorook              | E. Schwab                                              |
| 243537                 | 2010 EL125             | 13 de març de 2010     | Kitt Peak            | Spacewatch                                             |
| 243538                 | 2010 FG21              | 18 de març de 2010     | Mount Lemmon         | Mt. Lemmon Survey                                      |
| 243539                 | 2010 FA56              | 19 de març de 2010     | Kitt Peak            | Spacewatch                                             |
| 243540                 | 2010 GH75              | 7 d'abril de 2010      | Catalina             | CSS                                                    |
| 243541                 | 2010 GL75              | 11 d'abril de 2010     | Mount Lemmon         | Mt. Lemmon Survey                                      |
| 243542                 | 2010 JT1               | 3 de maig de 2010      | Kitt Peak            | Spacewatch                                             |
| 243543                 | 2010 JB29              | 2 de maig de 2010      | Kitt Peak            | Spacewatch                                             |
| 243544                 | 2010 JD29              | 2 de maig de 2010      | Kitt Peak            | Spacewatch                                             |
| 243545                 | 2010 JO29              | 3 de maig de 2010      | Kitt Peak            | Spacewatch                                             |
| 243546 Fengchuanliu    | 2010 JH61              | 8 de maig de 2010      | WISE                 | WISE                                                   |
| 243547                 | 2010 JU71              | 3 de maig de 2010      | Kitt Peak            | Spacewatch                                             |
| 243548                 | 2010 JN73              | 8 de maig de 2010      | Mount Lemmon         | Mt. Lemmon Survey                                      |
| 243549                 | 2010 JF158             | 14 de maig de 2010     | Mount Lemmon         | Mt. Lemmon Survey                                      |
| 243550                 | 1240 T-2               | 29 de setembre de 1973 | Palomar              | C. J. van Houten, I. van Houten-Groeneveld, T. Gehrels |
| 243551                 | 3266 T-3               | 16 d'octubre de 1977   | Palomar              | C. J. van Houten, I. van Houten-Groeneveld, T. Gehrels |
| 243552                 | 4514 T-3               | 16 d'octubre de 1977   | Palomar              | C. J. van Houten, I. van Houten-Groeneveld, T. Gehrels |
| 243553                 | 5066 T-3               | 16 d'octubre de 1977   | Palomar              | C. J. van Houten, I. van Houten-Groeneveld, T. Gehrels |
| 243554                 | 1981 EL30              | 2 de març de 1981      | Siding Spring        | S. J. Bus                                              |
| 243555                 | 1991 VB8               | 4 de novembre de 1991  | Kitt Peak            | Spacewatch                                             |
| 243556                 | 1993 HT3               | 20 d'abril de 1993     | Kitt Peak            | Spacewatch                                             |
| 243557                 | 1993 HF4               | 20 d'abril de 1993     | Kitt Peak            | Spacewatch                                             |
| 243558                 | 1993 TJ28              | 9 d'octubre de 1993    | La Silla             | E. W. Elst                                             |
| 243559                 | 1993 TR37              | 9 d'octubre de 1993    | La Silla             | E. W. Elst                                             |
| 243560                 | 1994 PO5               | 10 d'agost de 1994     | La Silla             | E. W. Elst                                             |
| 243561                 | 1994 YD4               | 31 de desembre de 1994 | Kitt Peak            | Spacewatch                                             |
| 243562                 | 1995 BA8               | 29 de gener de 1995    | Kitt Peak            | Spacewatch                                             |
| 243563                 | 1995 FU14              | 27 de març de 1995     | Kitt Peak            | Spacewatch                                             |
| 243564                 | 1995 ML8               | 29 de juny de 1995     | Kitt Peak            | Spacewatch                                             |
| 243565                 | 1995 OU7               | 25 de juliol de 1995   | Kitt Peak            | Spacewatch                                             |
| 243566                 | 1995 SA                | 17 de setembre de 1995 | Kitt Peak            | Spacewatch                                             |
| 243567                 | 1995 SP23              | 19 de setembre de 1995 | Kitt Peak            | Spacewatch                                             |
| 243568                 | 1995 SX85              | 26 de setembre de 1995 | Kitt Peak            | Spacewatch                                             |
| 243569                 | 1995 XN4               | 14 de desembre de 1995 | Kitt Peak            | Spacewatch                                             |
| 243570                 | 1995 XR4               | 14 de desembre de 1995 | Kitt Peak            | Spacewatch                                             |
| 243571                 | 1996 AS6               | 12 de gener de 1996    | Kitt Peak            | Spacewatch                                             |
| 243572                 | 1996 GA9               | 13 d'abril de 1996     | Kitt Peak            | Spacewatch                                             |
| 243573                 | 1996 LF2               | 8 de juny de 1996      | Kitt Peak            | Spacewatch                                             |
| 243574                 | 1996 RO7               | 5 de setembre de 1996  | Kitt Peak            | Spacewatch                                             |
| 243575                 | 1996 VW17              | 6 de novembre de 1996  | Kitt Peak            | Spacewatch                                             |
| 243576                 | 1996 VB39              | 7 de novembre de 1996  | Xinglong             | Beijing Schmidt CCD Asteroid Program                   |
| 243577                 | 1996 WE                | 16 de novembre de 1996 | Sudbury              | D. di Cicco                                            |
| 243578                 | 1996 XO12              | 6 de desembre de 1996  | Kitt Peak            | Spacewatch                                             |
| 243579                 | 1997 NC6               | 9 de juliol de 1997    | Kitt Peak            | Spacewatch                                             |
| 243580                 | 1997 PG1               | 5 d'agost de 1997      | Mallorca             | A. Lopez, R. Pacheco                                   |
| 243581                 | 1997 RH6               | 7 de setembre de 1997  | Caussols             | ODAS                                                   |
| 243582                 | 1997 SZ7               | 23 de setembre de 1997 | Kitt Peak            | Spacewatch                                             |
| 243583                 | 1997 TU19              | 2 d'octubre de 1997    | Kitt Peak            | Spacewatch                                             |
| 243584                 | 1997 TU20              | 4 d'octubre de 1997    | Kitt Peak            | Spacewatch                                             |
| 243585                 | 1997 WY28              | 29 de novembre de 1997 | Kitt Peak            | Spacewatch                                             |
| 243586                 | 1997 YN12              | 21 de desembre de 1997 | Kitt Peak            | Spacewatch                                             |
| 243587                 | 1998 DU9               | 22 de febrer de 1998   | Haleakala            | NEAT                                                   |
| 243588                 | 1998 MA6               | 19 de juny de 1998     | Kitt Peak            | Spacewatch                                             |
| 243589                 | 1998 QP3               | 17 d'agost de 1998     | Socorro              | LINEAR                                                 |
| 243590                 | 1998 QY82              | 24 d'agost de 1998     | Socorro              | LINEAR                                                 |
| 243591                 | 1998 RG3               | 15 de setembre de 1998 | Colleverde           | V. S. Casulli                                          |
| 243592                 | 1998 RQ4               | 14 de setembre de 1998 | Socorro              | LINEAR                                                 |
| 243593                 | 1998 RO10              | 13 de setembre de 1998 | Kitt Peak            | Spacewatch                                             |
| 243594                 | 1998 RH37              | 14 de setembre de 1998 | Socorro              | LINEAR                                                 |
| 243595                 | 1998 RS79              | 14 de setembre de 1998 | Socorro              | LINEAR                                                 |
| 243596                 | 1998 ST79              | 26 de setembre de 1998 | Socorro              | LINEAR                                                 |
| 243597                 | 1998 SK83              | 26 de setembre de 1998 | Socorro              | LINEAR                                                 |
| 243598                 | 1998 SS99              | 26 de setembre de 1998 | Socorro              | LINEAR                                                 |
| 243599                 | 1998 SX153             | 26 de setembre de 1998 | Socorro              | LINEAR                                                 |
| 243600                 | 1998 SV154             | 26 de setembre de 1998 | Socorro              | LINEAR                                                 |

## 243601-243700
| Nom    | Designació provisional | Data de descobriment   | Lloc de descobriment | Descobridor/s            |
| ------ | ---------------------- | ---------------------- | -------------------- | ------------------------ |
| 243601 | 1998 SV168             | 17 de setembre de 1998 | Anderson Mesa        | LONEOS                   |
| 243602 | 1998 UF10              | 16 d'octubre de 1998   | Kitt Peak            | Spacewatch               |
| 243603 | 1998 VG43              | 15 de novembre de 1998 | Kitt Peak            | Spacewatch               |
| 243604 | 1998 WV25              | 16 de novembre de 1998 | Kitt Peak            | Spacewatch               |
| 243605 | 1998 WO29              | 23 de novembre de 1998 | Kitt Peak            | Spacewatch               |
| 243606 | 1998 WY36              | 21 de novembre de 1998 | Kitt Peak            | Spacewatch               |
| 243607 | 1998 WJ42              | 19 de novembre de 1998 | Caussols             | ODAS                     |
| 243608 | 1998 XE23              | 11 de desembre de 1998 | Kitt Peak            | Spacewatch               |
| 243609 | 1998 YY11              | 26 de desembre de 1998 | Oizumi               | T. Kobayashi             |
| 243610 | 1998 YR13              | 19 de desembre de 1998 | Kitt Peak            | Spacewatch               |
| 243611 | 1999 AS1               | 8 de gener de 1999     | Kitt Peak            | Spacewatch               |
| 243612 | 1999 BQ8               | 16 de gener de 1999    | Kitt Peak            | Spacewatch               |
| 243613 | 1999 CP115             | 12 de febrer de 1999   | Socorro              | LINEAR                   |
| 243614 | 1999 CN132             | 8 de febrer de 1999    | Kitt Peak            | Spacewatch               |
| 243615 | 1999 FP2               | 16 de març de 1999     | Kitt Peak            | Spacewatch               |
| 243616 | 1999 FQ76              | 20 de març de 1999     | Apache Point         | Sloan Digital Sky Survey |
| 243617 | 1999 GT54              | 6 d'abril de 1999      | Kitt Peak            | Spacewatch               |
| 243618 | 1999 JU61              | 10 de maig de 1999     | Socorro              | LINEAR                   |
| 243619 | 1999 KK9               | 18 de maig de 1999     | Socorro              | LINEAR                   |
| 243620 | 1999 LC5               | 8 de juny de 1999      | Socorro              | LINEAR                   |
| 243621 | 1999 RN15              | 7 de setembre de 1999  | Socorro              | LINEAR                   |
| 243622 | 1999 RF16              | 7 de setembre de 1999  | Socorro              | LINEAR                   |
| 243623 | 1999 RY22              | 7 de setembre de 1999  | Socorro              | LINEAR                   |
| 243624 | 1999 RF37              | 12 de setembre de 1999 | Monte Agliale        | M. M. M. Santangelo      |
| 243625 | 1999 RA88              | 7 de setembre de 1999  | Socorro              | LINEAR                   |
| 243626 | 1999 RP114             | 9 de setembre de 1999  | Socorro              | LINEAR                   |
| 243627 | 1999 RH124             | 9 de setembre de 1999  | Socorro              | LINEAR                   |
| 243628 | 1999 RG131             | 9 de setembre de 1999  | Socorro              | LINEAR                   |
| 243629 | 1999 RX201             | 8 de setembre de 1999  | Socorro              | LINEAR                   |
| 243630 | 1999 RX202             | 8 de setembre de 1999  | Socorro              | LINEAR                   |
| 243631 | 1999 RP203             | 8 de setembre de 1999  | Socorro              | LINEAR                   |
| 243632 | 1999 RZ206             | 8 de setembre de 1999  | Socorro              | LINEAR                   |
| 243633 | 1999 RL239             | 8 de setembre de 1999  | Socorro              | LINEAR                   |
| 243634 | 1999 SH12              | 27 de setembre de 1999 | Socorro              | LINEAR                   |
| 243635 | 1999 SD16              | 29 de setembre de 1999 | Catalina             | CSS                      |
| 243636 | 1999 SD17              | 30 de setembre de 1999 | Catalina             | CSS                      |
| 243637 | 1999 TZ10              | 8 d'octubre de 1999    | Ceccano              | G. Masi                  |
| 243638 | 1999 TE28              | 3 d'octubre de 1999    | Socorro              | LINEAR                   |
| 243639 | 1999 TO51              | 4 d'octubre de 1999    | Kitt Peak            | Spacewatch               |
| 243640 | 1999 TG53              | 6 d'octubre de 1999    | Kitt Peak            | Spacewatch               |
| 243641 | 1999 TN61              | 7 d'octubre de 1999    | Kitt Peak            | Spacewatch               |
| 243642 | 1999 TL101             | 2 d'octubre de 1999    | Socorro              | LINEAR                   |
| 243643 | 1999 TT110             | 4 d'octubre de 1999    | Socorro              | LINEAR                   |
| 243644 | 1999 TY135             | 6 d'octubre de 1999    | Socorro              | LINEAR                   |
| 243645 | 1999 TE137             | 6 d'octubre de 1999    | Socorro              | LINEAR                   |
| 243646 | 1999 TT147             | 7 d'octubre de 1999    | Socorro              | LINEAR                   |
| 243647 | 1999 TZ153             | 7 d'octubre de 1999    | Socorro              | LINEAR                   |
| 243648 | 1999 TX176             | 10 d'octubre de 1999   | Socorro              | LINEAR                   |
| 243649 | 1999 TS190             | 12 d'octubre de 1999   | Socorro              | LINEAR                   |
| 243650 | 1999 TL240             | 4 d'octubre de 1999    | Catalina             | CSS                      |
| 243651 | 1999 TV253             | 11 d'octubre de 1999   | Socorro              | LINEAR                   |
| 243652 | 1999 TG254             | 13 d'octubre de 1999   | Kitt Peak            | Spacewatch               |
| 243653 | 1999 TD265             | 3 d'octubre de 1999    | Socorro              | LINEAR                   |
| 243654 | 1999 TO289             | 10 d'octubre de 1999   | Socorro              | LINEAR                   |
| 243655 | 1999 US25              | 29 d'octubre de 1999   | Catalina             | CSS                      |
| 243656 | 1999 UP43              | 28 d'octubre de 1999   | Catalina             | CSS                      |
| 243657 | 1999 UX45              | 31 d'octubre de 1999   | Catalina             | CSS                      |
| 243658 | 1999 UC52              | 31 d'octubre de 1999   | Catalina             | CSS                      |
| 243659 | 1999 UT57              | 31 d'octubre de 1999   | Catalina             | CSS                      |
| 243660 | 1999 VU13              | 2 de novembre de 1999  | Socorro              | LINEAR                   |
| 243661 | 1999 VX13              | 2 de novembre de 1999  | Socorro              | LINEAR                   |
| 243662 | 1999 VW71              | 15 de novembre de 1999 | Eskridge             | Eskridge                 |
| 243663 | 1999 VU76              | 5 de novembre de 1999  | Kitt Peak            | Spacewatch               |
| 243664 | 1999 VQ80              | 4 de novembre de 1999  | Socorro              | LINEAR                   |
| 243665 | 1999 VZ80              | 4 de novembre de 1999  | Socorro              | LINEAR                   |
| 243666 | 1999 VO83              | 2 de novembre de 1999  | Kitt Peak            | Spacewatch               |
| 243667 | 1999 VR84              | 6 de novembre de 1999  | Kitt Peak            | Spacewatch               |
| 243668 | 1999 VF85              | 6 de novembre de 1999  | Kitt Peak            | Spacewatch               |
| 243669 | 1999 VG106             | 9 de novembre de 1999  | Socorro              | LINEAR                   |
| 243670 | 1999 VV130             | 9 de novembre de 1999  | Kitt Peak            | Spacewatch               |
| 243671 | 1999 VU148             | 14 de novembre de 1999 | Socorro              | LINEAR                   |
| 243672 | 1999 VR166             | 14 de novembre de 1999 | Socorro              | LINEAR                   |
| 243673 | 1999 VR192             | 1 de novembre de 1999  | Anderson Mesa        | LONEOS                   |
| 243674 | 1999 VV199             | 4 de novembre de 1999  | Anderson Mesa        | LONEOS                   |
| 243675 | 1999 VG207             | 11 de novembre de 1999 | Kitt Peak            | Spacewatch               |
| 243676 | 1999 WQ10              | 28 de novembre de 1999 | Kitt Peak            | Spacewatch               |
| 243677 | 1999 WW15              | 29 de novembre de 1999 | Kitt Peak            | Spacewatch               |
| 243678 | 1999 WH20              | 16 de novembre de 1999 | Socorro              | LINEAR                   |
| 243679 | 1999 XV29              | 6 de desembre de 1999  | Socorro              | LINEAR                   |
| 243680 | 1999 XU65              | 7 de desembre de 1999  | Socorro              | LINEAR                   |
| 243681 | 1999 XK80              | 7 de desembre de 1999  | Socorro              | LINEAR                   |
| 243682 | 1999 XL92              | 7 de desembre de 1999  | Socorro              | LINEAR                   |
| 243683 | 1999 XE99              | 7 de desembre de 1999  | Socorro              | LINEAR                   |
| 243684 | 1999 XZ134             | 6 de desembre de 1999  | Socorro              | LINEAR                   |
| 243685 | 1999 XB135             | 6 de desembre de 1999  | Socorro              | LINEAR                   |
| 243686 | 1999 XD138             | 2 de desembre de 1999  | Kitt Peak            | Spacewatch               |
| 243687 | 1999 XU146             | 7 de desembre de 1999  | Kitt Peak            | Spacewatch               |
| 243688 | 1999 XX171             | 10 de desembre de 1999 | Socorro              | LINEAR                   |
| 243689 | 1999 XO172             | 10 de desembre de 1999 | Socorro              | LINEAR                   |
| 243690 | 1999 XA219             | 15 de desembre de 1999 | Kitt Peak            | Spacewatch               |
| 243691 | 1999 YK10              | 27 de desembre de 1999 | Kitt Peak            | Spacewatch               |
| 243692 | 1999 YJ26              | 31 de desembre de 1999 | Kitt Peak            | Spacewatch               |
| 243693 | 2000 AC43              | 5 de gener de 2000     | Socorro              | LINEAR                   |
| 243694 | 2000 AO44              | 5 de gener de 2000     | Kitt Peak            | Spacewatch               |
| 243695 | 2000 AJ72              | 5 de gener de 2000     | Socorro              | LINEAR                   |
| 243696 | 2000 AA73              | 5 de gener de 2000     | Socorro              | LINEAR                   |
| 243697 | 2000 BY1               | 27 de gener de 2000    | Kitt Peak            | Spacewatch               |
| 243698 | 2000 BH5               | 27 de gener de 2000    | Socorro              | LINEAR                   |
| 243699 | 2000 BM31              | 29 de gener de 2000    | Kitt Peak            | Spacewatch               |
| 243700 | 2000 BU41              | 30 de gener de 2000    | Kitt Peak            | Spacewatch               |

## 243701-243800
| Nom    | Designació provisional | Data de descobriment   | Lloc de descobriment | Descobridor/s |
| ------ | ---------------------- | ---------------------- | -------------------- | ------------- |
| 243701 | 2000 CD9               | 2 de febrer de 2000    | Socorro              | LINEAR        |
| 243702 | 2000 CL47              | 2 de febrer de 2000    | Socorro              | LINEAR        |
| 243703 | 2000 CO57              | 5 de febrer de 2000    | Socorro              | LINEAR        |
| 243704 | 2000 CT64              | 3 de febrer de 2000    | Socorro              | LINEAR        |
| 243705 | 2000 CE81              | 4 de febrer de 2000    | Socorro              | LINEAR        |
| 243706 | 2000 CM98              | 8 de febrer de 2000    | Kitt Peak            | Spacewatch    |
| 243707 | 2000 CV99              | 8 de febrer de 2000    | Kitt Peak            | Spacewatch    |
| 243708 | 2000 DQ45              | 29 de febrer de 2000   | Socorro              | LINEAR        |
| 243709 | 2000 ET1               | 3 de març de 2000      | Socorro              | LINEAR        |
| 243710 | 2000 ED96              | 11 de març de 2000     | Socorro              | LINEAR        |
| 243711 | 2000 EP141             | 2 de març de 2000      | Catalina             | CSS           |
| 243712 | 2000 FR6               | 27 de març de 2000     | Kitt Peak            | Spacewatch    |
| 243713 | 2000 FF7               | 29 de març de 2000     | Kitt Peak            | Spacewatch    |
| 243714 | 2000 FA65              | 25 de març de 2000     | Kitt Peak            | Spacewatch    |
| 243715 | 2000 GN37              | 5 d'abril de 2000      | Socorro              | LINEAR        |
| 243716 | 2000 GE117             | 2 d'abril de 2000      | Kitt Peak            | Spacewatch    |
| 243717 | 2000 GN146             | 7 d'abril de 2000      | Kitt Peak            | Spacewatch    |
| 243718 | 2000 GA161             | 7 d'abril de 2000      | Anderson Mesa        | LONEOS        |
| 243719 | 2000 GU180             | 6 d'abril de 2000      | Socorro              | LINEAR        |
| 243720 | 2000 HZ5               | 24 d'abril de 2000     | Kitt Peak            | Spacewatch    |
| 243721 | 2000 HL68              | 28 d'abril de 2000     | Kitt Peak            | Spacewatch    |
| 243722 | 2000 HX84              | 30 d'abril de 2000     | Haleakala            | NEAT          |
| 243723 | 2000 HG101             | 26 d'abril de 2000     | Kitt Peak            | Spacewatch    |
| 243724 | 2000 JG10              | 4 de maig de 2000      | Socorro              | LINEAR        |
| 243725 | 2000 JK16              | 5 de maig de 2000      | Socorro              | LINEAR        |
| 243726 | 2000 JK18              | 3 de maig de 2000      | Socorro              | LINEAR        |
| 243727 | 2000 JV18              | 3 de maig de 2000      | Socorro              | LINEAR        |
| 243728 | 2000 JP63              | 9 de maig de 2000      | Socorro              | LINEAR        |
| 243729 | 2000 KN9               | 28 de maig de 2000     | Socorro              | LINEAR        |
| 243730 | 2000 KB10              | 28 de maig de 2000     | Socorro              | LINEAR        |
| 243731 | 2000 KH10              | 28 de maig de 2000     | Socorro              | LINEAR        |
| 243732 | 2000 KV13              | 28 de maig de 2000     | Socorro              | LINEAR        |
| 243733 | 2000 LZ1               | 4 de juny de 2000      | Reedy Creek          | J. Broughton  |
| 243734 | 2000 NG19              | 5 de juliol de 2000    | Anderson Mesa        | LONEOS        |
| 243735 | 2000 OT1               | 23 de juliol de 2000   | Eskridge             | Eskridge      |
| 243736 | 2000 OM7               | 30 de juliol de 2000   | Socorro              | LINEAR        |
| 243737 | 2000 OU7               | 30 de juliol de 2000   | Socorro              | LINEAR        |
| 243738 | 2000 PP6               | 3 d'agost de 2000      | Socorro              | LINEAR        |
| 243739 | 2000 PO18              | 1 d'agost de 2000      | Socorro              | LINEAR        |
| 243740 | 2000 QM21              | 24 d'agost de 2000     | Socorro              | LINEAR        |
| 243741 | 2000 QS21              | 24 d'agost de 2000     | Socorro              | LINEAR        |
| 243742 | 2000 QK34              | 26 d'agost de 2000     | Socorro              | LINEAR        |
| 243743 | 2000 QL62              | 28 d'agost de 2000     | Socorro              | LINEAR        |
| 243744 | 2000 QT64              | 28 d'agost de 2000     | Socorro              | LINEAR        |
| 243745 | 2000 QM86              | 25 d'agost de 2000     | Socorro              | LINEAR        |
| 243746 | 2000 QU88              | 25 d'agost de 2000     | Socorro              | LINEAR        |
| 243747 | 2000 QR98              | 28 d'agost de 2000     | Socorro              | LINEAR        |
| 243748 | 2000 QJ99              | 28 d'agost de 2000     | Socorro              | LINEAR        |
| 243749 | 2000 QR107             | 29 d'agost de 2000     | Socorro              | LINEAR        |
| 243750 | 2000 QS121             | 25 d'agost de 2000     | Socorro              | LINEAR        |
| 243751 | 2000 QZ129             | 31 d'agost de 2000     | Socorro              | LINEAR        |
| 243752 | 2000 QN139             | 31 d'agost de 2000     | Socorro              | LINEAR        |
| 243753 | 2000 QS157             | 31 d'agost de 2000     | Socorro              | LINEAR        |
| 243754 | 2000 QY159             | 31 d'agost de 2000     | Socorro              | LINEAR        |
| 243755 | 2000 QV162             | 31 d'agost de 2000     | Socorro              | LINEAR        |
| 243756 | 2000 QP196             | 29 d'agost de 2000     | Socorro              | LINEAR        |
| 243757 | 2000 QZ198             | 29 d'agost de 2000     | Socorro              | LINEAR        |
| 243758 | 2000 QM200             | 29 d'agost de 2000     | Socorro              | LINEAR        |
| 243759 | 2000 QK205             | 31 d'agost de 2000     | Socorro              | LINEAR        |
| 243760 | 2000 QD209             | 31 d'agost de 2000     | Socorro              | LINEAR        |
| 243761 | 2000 QP220             | 21 d'agost de 2000     | Anderson Mesa        | LONEOS        |
| 243762 | 2000 QU226             | 31 d'agost de 2000     | Socorro              | LINEAR        |
| 243763 | 2000 RF18              | 1 de setembre de 2000  | Socorro              | LINEAR        |
| 243764 | 2000 RZ19              | 1 de setembre de 2000  | Socorro              | LINEAR        |
| 243765 | 2000 RJ21              | 1 de setembre de 2000  | Socorro              | LINEAR        |
| 243766 | 2000 RS26              | 1 de setembre de 2000  | Socorro              | LINEAR        |
| 243767 | 2000 RF42              | 3 de setembre de 2000  | Socorro              | LINEAR        |
| 243768 | 2000 RS63              | 3 de setembre de 2000  | Socorro              | LINEAR        |
| 243769 | 2000 RP78              | 8 de setembre de 2000  | Kitt Peak            | Spacewatch    |
| 243770 | 2000 RU79              | 1 de setembre de 2000  | Socorro              | LINEAR        |
| 243771 | 2000 RP81              | 1 de setembre de 2000  | Socorro              | LINEAR        |
| 243772 | 2000 RS89              | 3 de setembre de 2000  | Socorro              | LINEAR        |
| 243773 | 2000 RJ91              | 3 de setembre de 2000  | Socorro              | LINEAR        |
| 243774 | 2000 RY97              | 5 de setembre de 2000  | Anderson Mesa        | LONEOS        |
| 243775 | 2000 RA101             | 5 de setembre de 2000  | Anderson Mesa        | LONEOS        |
| 243776 | 2000 SH                | 18 de setembre de 2000 | Ondrejov             | L. Sarounova  |
| 243777 | 2000 SJ                | 19 de setembre de 2000 | Emerald Lane         | L. Ball       |
| 243778 | 2000 SA5               | 20 de setembre de 2000 | Socorro              | LINEAR        |
| 243779 | 2000 SQ5               | 22 de setembre de 2000 | Socorro              | LINEAR        |
| 243780 | 2000 SC20              | 23 de setembre de 2000 | Socorro              | LINEAR        |
| 243781 | 2000 SC22              | 25 de setembre de 2000 | Socorro              | LINEAR        |
| 243782 | 2000 SR22              | 20 de setembre de 2000 | Haleakala            | NEAT          |
| 243783 | 2000 SO54              | 24 de setembre de 2000 | Socorro              | LINEAR        |
| 243784 | 2000 SM55              | 24 de setembre de 2000 | Socorro              | LINEAR        |
| 243785 | 2000 SF56              | 24 de setembre de 2000 | Socorro              | LINEAR        |
| 243786 | 2000 SK58              | 24 de setembre de 2000 | Socorro              | LINEAR        |
| 243787 | 2000 SF59              | 24 de setembre de 2000 | Socorro              | LINEAR        |
| 243788 | 2000 ST60              | 24 de setembre de 2000 | Socorro              | LINEAR        |
| 243789 | 2000 SD67              | 24 de setembre de 2000 | Socorro              | LINEAR        |
| 243790 | 2000 SQ70              | 24 de setembre de 2000 | Socorro              | LINEAR        |
| 243791 | 2000 SD80              | 24 de setembre de 2000 | Socorro              | LINEAR        |
| 243792 | 2000 SM81              | 24 de setembre de 2000 | Socorro              | LINEAR        |
| 243793 | 2000 SP81              | 24 de setembre de 2000 | Socorro              | LINEAR        |
| 243794 | 2000 SO95              | 23 de setembre de 2000 | Socorro              | LINEAR        |
| 243795 | 2000 SP101             | 24 de setembre de 2000 | Socorro              | LINEAR        |
| 243796 | 2000 SW109             | 24 de setembre de 2000 | Socorro              | LINEAR        |
| 243797 | 2000 SW112             | 24 de setembre de 2000 | Socorro              | LINEAR        |
| 243798 | 2000 SM132             | 22 de setembre de 2000 | Socorro              | LINEAR        |
| 243799 | 2000 SR132             | 23 de setembre de 2000 | Socorro              | LINEAR        |
| 243800 | 2000 SV134             | 23 de setembre de 2000 | Socorro              | LINEAR        |

## 243801-243900
| Nom    | Designació provisional | Data de descobriment   | Lloc de descobriment | Descobridor/s |
| ------ | ---------------------- | ---------------------- | -------------------- | ------------- |
| 243801 | 2000 SS135             | 23 de setembre de 2000 | Socorro              | LINEAR        |
| 243802 | 2000 SU137             | 23 de setembre de 2000 | Socorro              | LINEAR        |
| 243803 | 2000 SC157             | 26 de setembre de 2000 | Socorro              | LINEAR        |
| 243804 | 2000 SR158             | 23 de setembre de 2000 | Kitt Peak            | Spacewatch    |
| 243805 | 2000 SS159             | 28 de setembre de 2000 | Kitt Peak            | Spacewatch    |
| 243806 | 2000 SH162             | 21 de setembre de 2000 | Haleakala            | NEAT          |
| 243807 | 2000 SR176             | 28 de setembre de 2000 | Socorro              | LINEAR        |
| 243808 | 2000 SB196             | 24 de setembre de 2000 | Socorro              | LINEAR        |
| 243809 | 2000 SF223             | 27 de setembre de 2000 | Socorro              | LINEAR        |
| 243810 | 2000 SS233             | 21 de setembre de 2000 | Socorro              | LINEAR        |
| 243811 | 2000 SR237             | 25 de setembre de 2000 | Socorro              | LINEAR        |
| 243812 | 2000 SY241             | 24 de setembre de 2000 | Socorro              | LINEAR        |
| 243813 | 2000 SP277             | 30 de setembre de 2000 | Socorro              | LINEAR        |
| 243814 | 2000 SL292             | 27 de setembre de 2000 | Socorro              | LINEAR        |
| 243815 | 2000 SB297             | 28 de setembre de 2000 | Socorro              | LINEAR        |
| 243816 | 2000 SY297             | 28 de setembre de 2000 | Socorro              | LINEAR        |
| 243817 | 2000 SU306             | 30 de setembre de 2000 | Socorro              | LINEAR        |
| 243818 | 2000 SU315             | 28 de setembre de 2000 | Socorro              | LINEAR        |
| 243819 | 2000 SO335             | 26 de setembre de 2000 | Kitt Peak            | Spacewatch    |
| 243820 | 2000 SJ343             | 23 de setembre de 2000 | Socorro              | LINEAR        |
| 243821 | 2000 SB344             | 22 de setembre de 2000 | Kitt Peak            | Spacewatch    |
| 243822 | 2000 ST357             | 28 de setembre de 2000 | Anderson Mesa        | LONEOS        |
| 243823 | 2000 SC372             | 25 de setembre de 2000 | Socorro              | LINEAR        |
| 243824 | 2000 TS10              | 1 d'octubre de 2000    | Socorro              | LINEAR        |
| 243825 | 2000 TX10              | 1 d'octubre de 2000    | Socorro              | LINEAR        |
| 243826 | 2000 TX20              | 1 d'octubre de 2000    | Socorro              | LINEAR        |
| 243827 | 2000 TD25              | 2 d'octubre de 2000    | Socorro              | LINEAR        |
| 243828 | 2000 TH25              | 2 d'octubre de 2000    | Socorro              | LINEAR        |
| 243829 | 2000 TO32              | 6 d'octubre de 2000    | Kitt Peak            | Spacewatch    |
| 243830 | 2000 TV36              | 6 d'octubre de 2000    | Anderson Mesa        | LONEOS        |
| 243831 | 2000 TG40              | 1 d'octubre de 2000    | Socorro              | LINEAR        |
| 243832 | 2000 TM60              | 2 d'octubre de 2000    | Anderson Mesa        | LONEOS        |
| 243833 | 2000 UG30              | 31 d'octubre de 2000   | Socorro              | LINEAR        |
| 243834 | 2000 UM51              | 24 d'octubre de 2000   | Socorro              | LINEAR        |
| 243835 | 2000 UH68              | 25 d'octubre de 2000   | Socorro              | LINEAR        |
| 243836 | 2000 UU71              | 25 d'octubre de 2000   | Socorro              | LINEAR        |
| 243837 | 2000 UF74              | 29 d'octubre de 2000   | Socorro              | LINEAR        |
| 243838 | 2000 UQ80              | 24 d'octubre de 2000   | Socorro              | LINEAR        |
| 243839 | 2000 UZ81              | 25 d'octubre de 2000   | Socorro              | LINEAR        |
| 243840 | 2000 UP107             | 30 d'octubre de 2000   | Socorro              | LINEAR        |
| 243841 | 2000 VV23              | 1 de novembre de 2000  | Socorro              | LINEAR        |
| 243842 | 2000 VZ30              | 1 de novembre de 2000  | Socorro              | LINEAR        |
| 243843 | 2000 VT35              | 1 de novembre de 2000  | Socorro              | LINEAR        |
| 243844 | 2000 VK40              | 1 de novembre de 2000  | Socorro              | LINEAR        |
| 243845 | 2000 VG50              | 2 de novembre de 2000  | Socorro              | LINEAR        |
| 243846 | 2000 VT61              | 9 de novembre de 2000  | Socorro              | LINEAR        |
| 243847 | 2000 VA62              | 9 de novembre de 2000  | Socorro              | LINEAR        |
| 243848 | 2000 WO                | 16 de novembre de 2000 | Socorro              | LINEAR        |
| 243849 | 2000 WK8               | 20 de novembre de 2000 | Socorro              | LINEAR        |
| 243850 | 2000 WR15              | 21 de novembre de 2000 | Socorro              | LINEAR        |
| 243851 | 2000 WO22              | 20 de novembre de 2000 | Socorro              | LINEAR        |
| 243852 | 2000 WM24              | 20 de novembre de 2000 | Socorro              | LINEAR        |
| 243853 | 2000 WQ64              | 27 de novembre de 2000 | Kitt Peak            | Spacewatch    |
| 243854 | 2000 WW69              | 19 de novembre de 2000 | Socorro              | LINEAR        |
| 243855 | 2000 WA73              | 20 de novembre de 2000 | Socorro              | LINEAR        |
| 243856 | 2000 WC86              | 20 de novembre de 2000 | Socorro              | LINEAR        |
| 243857 | 2000 WR102             | 26 de novembre de 2000 | Socorro              | LINEAR        |
| 243858 | 2000 WR104             | 23 de novembre de 2000 | Kitt Peak            | Spacewatch    |
| 243859 | 2000 WS129             | 19 de novembre de 2000 | Kitt Peak            | Spacewatch    |
| 243860 | 2000 WA131             | 20 de novembre de 2000 | Anderson Mesa        | LONEOS        |
| 243861 | 2000 WJ131             | 20 de novembre de 2000 | Anderson Mesa        | LONEOS        |
| 243862 | 2000 WZ143             | 21 de novembre de 2000 | Socorro              | LINEAR        |
| 243863 | 2000 WJ154             | 30 de novembre de 2000 | Socorro              | LINEAR        |
| 243864 | 2000 WJ163             | 21 de novembre de 2000 | Socorro              | LINEAR        |
| 243865 | 2000 WX172             | 25 de novembre de 2000 | Anderson Mesa        | LONEOS        |
| 243866 | 2000 WB184             | 30 de novembre de 2000 | Anderson Mesa        | LONEOS        |
| 243867 | 2000 WF189             | 18 de novembre de 2000 | Anderson Mesa        | LONEOS        |
| 243868 | 2000 WP189             | 18 de novembre de 2000 | Anderson Mesa        | LONEOS        |
| 243869 | 2000 XJ1               | 3 de desembre de 2000  | Kitt Peak            | Spacewatch    |
| 243870 | 2000 XQ1               | 3 de desembre de 2000  | Kitt Peak            | Spacewatch    |
| 243871 | 2000 XZ2               | 1 de desembre de 2000  | Socorro              | LINEAR        |
| 243872 | 2000 XW17              | 4 de desembre de 2000  | Socorro              | LINEAR        |
| 243873 | 2000 XM29              | 4 de desembre de 2000  | Socorro              | LINEAR        |
| 243874 | 2000 XY30              | 4 de desembre de 2000  | Socorro              | LINEAR        |
| 243875 | 2000 XB40              | 5 de desembre de 2000  | Socorro              | LINEAR        |
| 243876 | 2000 XU40              | 5 de desembre de 2000  | Socorro              | LINEAR        |
| 243877 | 2000 YR1               | 17 de desembre de 2000 | Socorro              | LINEAR        |
| 243878 | 2000 YY6               | 20 de desembre de 2000 | Socorro              | LINEAR        |
| 243879 | 2000 YU7               | 21 de desembre de 2000 | Socorro              | LINEAR        |
| 243880 | 2000 YH23              | 28 de desembre de 2000 | Kitt Peak            | Spacewatch    |
| 243881 | 2000 YP33              | 31 de desembre de 2000 | Haleakala            | NEAT          |
| 243882 | 2000 YT38              | 30 de desembre de 2000 | Socorro              | LINEAR        |
| 243883 | 2000 YO46              | 30 de desembre de 2000 | Socorro              | LINEAR        |
| 243884 | 2000 YB56              | 30 de desembre de 2000 | Socorro              | LINEAR        |
| 243885 | 2000 YQ94              | 30 de desembre de 2000 | Socorro              | LINEAR        |
| 243886 | 2000 YK99              | 30 de desembre de 2000 | Socorro              | LINEAR        |
| 243887 | 2000 YA101             | 31 de desembre de 2000 | Haleakala            | NEAT          |
| 243888 | 2000 YP119             | 17 de desembre de 2000 | Kitt Peak            | Spacewatch    |
| 243889 | 2001 AO6               | 2 de gener de 2001     | Socorro              | LINEAR        |
| 243890 | 2001 AD36              | 5 de gener de 2001     | Socorro              | LINEAR        |
| 243891 | 2001 AV45              | 15 de gener de 2001    | Socorro              | LINEAR        |
| 243892 | 2001 AM50              | 14 de gener de 2001    | Kitt Peak            | Spacewatch    |
| 243893 | 2001 BN5               | 19 de gener de 2001    | Socorro              | LINEAR        |
| 243894 | 2001 BW23              | 20 de gener de 2001    | Socorro              | LINEAR        |
| 243895 | 2001 BA27              | 20 de gener de 2001    | Socorro              | LINEAR        |
| 243896 | 2001 BN48              | 21 de gener de 2001    | Socorro              | LINEAR        |
| 243897 | 2001 BH52              | 17 de gener de 2001    | Kitt Peak            | Spacewatch    |
| 243898 | 2001 BD56              | 19 de gener de 2001    | Socorro              | LINEAR        |
| 243899 | 2001 DA12              | 17 de febrer de 2001   | Socorro              | LINEAR        |
| 243900 | 2001 DC61              | 19 de febrer de 2001   | Socorro              | LINEAR        |

## 243901-244000
| Nom    | Designació provisional | Data de descobriment   | Lloc de descobriment | Descobridor/s               |
| ------ | ---------------------- | ---------------------- | -------------------- | --------------------------- |
| 243901 | 2001 EJ2               | 1 de març de 2001      | Socorro              | LINEAR                      |
| 243902 | 2001 EP5               | 2 de març de 2001      | Anderson Mesa        | LONEOS                      |
| 243903 | 2001 EW17              | 15 de març de 2001     | Socorro              | LINEAR                      |
| 243904 | 2001 FR40              | 18 de març de 2001     | Socorro              | LINEAR                      |
| 243905 | 2001 FB82              | 23 de març de 2001     | Socorro              | LINEAR                      |
| 243906 | 2001 FG88              | 24 de març de 2001     | Kitt Peak            | Spacewatch                  |
| 243907 | 2001 FG93              | 16 de març de 2001     | Socorro              | LINEAR                      |
| 243908 | 2001 FE95              | 16 de març de 2001     | Socorro              | LINEAR                      |
| 243909 | 2001 FY103             | 18 de març de 2001     | Socorro              | LINEAR                      |
| 243910 | 2001 FJ122             | 23 de març de 2001     | Anderson Mesa        | LONEOS                      |
| 243911 | 2001 FJ189             | 16 de març de 2001     | Socorro              | LINEAR                      |
| 243912 | 2001 HZ1               | 17 d'abril de 2001     | Socorro              | LINEAR                      |
| 243913 | 2001 HR13              | 21 d'abril de 2001     | Socorro              | LINEAR                      |
| 243914 | 2001 HY22              | 26 d'abril de 2001     | Desert Beaver        | W. K. Y. Yeung              |
| 243915 | 2001 HE57              | 25 d'abril de 2001     | Anderson Mesa        | LONEOS                      |
| 243916 | 2001 HM68              | 16 d'abril de 2001     | Kitt Peak            | Spacewatch                  |
| 243917 | 2001 KN32              | 24 de maig de 2001     | Kitt Peak            | Spacewatch                  |
| 243918 | 2001 KX47              | 24 de maig de 2001     | Socorro              | LINEAR                      |
| 243919 | 2001 KB57              | 23 de maig de 2001     | Socorro              | LINEAR                      |
| 243920 | 2001 MM21              | 27 de juny de 2001     | Palomar              | NEAT                        |
| 243921 | 2001 MU24              | 16 de juny de 2001     | Anderson Mesa        | LONEOS                      |
| 243922 | 2001 MS25              | 19 de juny de 2001     | Palomar              | NEAT                        |
| 243923 | 2001 NQ1               | 10 de juliol de 2001   | Palomar              | NEAT                        |
| 243924 | 2001 NO22              | 1 de juliol de 2001    | Palomar              | NEAT                        |
| 243925 | 2001 OZ5               | 17 de juliol de 2001   | Anderson Mesa        | LONEOS                      |
| 243926 | 2001 OX22              | 18 de juliol de 2001   | Palomar              | NEAT                        |
| 243927 | 2001 OR33              | 19 de juliol de 2001   | Palomar              | NEAT                        |
| 243928 | 2001 OT53              | 21 de juliol de 2001   | Palomar              | NEAT                        |
| 243929 | 2001 OU61              | 21 de juliol de 2001   | Haleakala            | NEAT                        |
| 243930 | 2001 OO66              | 23 de juliol de 2001   | Palomar              | NEAT                        |
| 243931 | 2001 OC86              | 22 de juliol de 2001   | Socorro              | LINEAR                      |
| 243932 | 2001 OL88              | 21 de juliol de 2001   | Haleakala            | NEAT                        |
| 243933 | 2001 OX91              | 31 de juliol de 2001   | Palomar              | NEAT                        |
| 243934 | 2001 OQ106             | 29 de juliol de 2001   | Socorro              | LINEAR                      |
| 243935 | 2001 PC7               | 10 d'agost de 2001     | Haleakala            | NEAT                        |
| 243936 | 2001 PA15              | 13 d'agost de 2001     | Kvistaberg           | Uppsala-DLR Asteroid Survey |
| 243937 | 2001 PZ21              | 10 d'agost de 2001     | Haleakala            | NEAT                        |
| 243938 | 2001 PJ27              | 11 d'agost de 2001     | Haleakala            | NEAT                        |
| 243939 | 2001 PX32              | 10 d'agost de 2001     | Palomar              | NEAT                        |
| 243940 | 2001 PT33              | 10 d'agost de 2001     | Palomar              | NEAT                        |
| 243941 | 2001 PT35              | 11 d'agost de 2001     | Palomar              | NEAT                        |
| 243942 | 2001 PM49              | 13 d'agost de 2001     | Palomar              | NEAT                        |
| 243943 | 2001 PO49              | 14 d'agost de 2001     | Palomar              | NEAT                        |
| 243944 | 2001 QM4               | 16 d'agost de 2001     | Socorro              | LINEAR                      |
| 243945 | 2001 QU39              | 16 d'agost de 2001     | Socorro              | LINEAR                      |
| 243946 | 2001 QM79              | 16 d'agost de 2001     | Socorro              | LINEAR                      |
| 243947 | 2001 QX89              | 16 d'agost de 2001     | Palomar              | NEAT                        |
| 243948 | 2001 QD117             | 17 d'agost de 2001     | Socorro              | LINEAR                      |
| 243949 | 2001 QG126             | 20 d'agost de 2001     | Socorro              | LINEAR                      |
| 243950 | 2001 QY132             | 20 d'agost de 2001     | Socorro              | LINEAR                      |
| 243951 | 2001 QX163             | 31 d'agost de 2001     | Desert Eagle         | W. K. Y. Yeung              |
| 243952 | 2001 QP166             | 24 d'agost de 2001     | Haleakala            | NEAT                        |
| 243953 | 2001 QE173             | 25 d'agost de 2001     | Socorro              | LINEAR                      |
| 243954 | 2001 QJ173             | 25 d'agost de 2001     | Socorro              | LINEAR                      |
| 243955 | 2001 QW179             | 25 d'agost de 2001     | Palomar              | NEAT                        |
| 243956 | 2001 QR194             | 22 d'agost de 2001     | Socorro              | LINEAR                      |
| 243957 | 2001 QZ206             | 23 d'agost de 2001     | Anderson Mesa        | LONEOS                      |
| 243958 | 2001 QX208             | 23 d'agost de 2001     | Anderson Mesa        | LONEOS                      |
| 243959 | 2001 QM212             | 23 d'agost de 2001     | Anderson Mesa        | LONEOS                      |
| 243960 | 2001 QQ227             | 24 d'agost de 2001     | Anderson Mesa        | LONEOS                      |
| 243961 | 2001 QL229             | 24 d'agost de 2001     | Anderson Mesa        | LONEOS                      |
| 243962 | 2001 QD246             | 24 d'agost de 2001     | Socorro              | LINEAR                      |
| 243963 | 2001 QM246             | 24 d'agost de 2001     | Socorro              | LINEAR                      |
| 243964 | 2001 QD254             | 25 d'agost de 2001     | Anderson Mesa        | LONEOS                      |
| 243965 | 2001 QT264             | 26 d'agost de 2001     | Anderson Mesa        | LONEOS                      |
| 243966 | 2001 QX280             | 19 d'agost de 2001     | Socorro              | LINEAR                      |
| 243967 | 2001 QD286             | 17 d'agost de 2001     | Palomar              | NEAT                        |
| 243968 | 2001 QM294             | 24 d'agost de 2001     | Anderson Mesa        | LONEOS                      |
| 243969 | 2001 QX294             | 24 d'agost de 2001     | Socorro              | LINEAR                      |
| 243970 | 2001 QJ329             | 22 d'agost de 2001     | Kitt Peak            | Spacewatch                  |
| 243971 | 2001 QL330             | 25 d'agost de 2001     | Socorro              | LINEAR                      |
| 243972 | 2001 QS333             | 27 d'agost de 2001     | Palomar              | NEAT                        |
| 243973 | 2001 RP                | 7 de setembre de 2001  | Socorro              | LINEAR                      |
| 243974 | 2001 RM10              | 10 de setembre de 2001 | Socorro              | LINEAR                      |
| 243975 | 2001 RN20              | 7 de setembre de 2001  | Socorro              | LINEAR                      |
| 243976 | 2001 RD26              | 7 de setembre de 2001  | Socorro              | LINEAR                      |
| 243977 | 2001 RB32              | 8 de setembre de 2001  | Socorro              | LINEAR                      |
| 243978 | 2001 RH40              | 10 de setembre de 2001 | Socorro              | LINEAR                      |
| 243979 | 2001 RC43              | 9 de setembre de 2001  | Palomar              | NEAT                        |
| 243980 | 2001 RF49              | 11 de setembre de 2001 | Socorro              | LINEAR                      |
| 243981 | 2001 RC50              | 10 de setembre de 2001 | Socorro              | LINEAR                      |
| 243982 | 2001 RP52              | 12 de setembre de 2001 | Socorro              | LINEAR                      |
| 243983 | 2001 RJ53              | 12 de setembre de 2001 | Socorro              | LINEAR                      |
| 243984 | 2001 RS57              | 12 de setembre de 2001 | Socorro              | LINEAR                      |
| 243985 | 2001 RA61              | 12 de setembre de 2001 | Socorro              | LINEAR                      |
| 243986 | 2001 RW62              | 12 de setembre de 2001 | Socorro              | LINEAR                      |
| 243987 | 2001 RE64              | 10 de setembre de 2001 | Socorro              | LINEAR                      |
| 243988 | 2001 RF76              | 10 de setembre de 2001 | Socorro              | LINEAR                      |
| 243989 | 2001 RP105             | 12 de setembre de 2001 | Socorro              | LINEAR                      |
| 243990 | 2001 RH119             | 12 de setembre de 2001 | Socorro              | LINEAR                      |
| 243991 | 2001 RD129             | 12 de setembre de 2001 | Socorro              | LINEAR                      |
| 243992 | 2001 RB132             | 12 de setembre de 2001 | Socorro              | LINEAR                      |
| 243993 | 2001 RN132             | 12 de setembre de 2001 | Socorro              | LINEAR                      |
| 243994 | 2001 RB136             | 12 de setembre de 2001 | Socorro              | LINEAR                      |
| 243995 | 2001 RL142             | 13 de setembre de 2001 | Palomar              | NEAT                        |
| 243996 | 2001 RP149             | 11 de setembre de 2001 | Anderson Mesa        | LONEOS                      |
| 243997 | 2001 SG6               | 18 de setembre de 2001 | Kitt Peak            | Spacewatch                  |
| 243998 | 2001 SR11              | 16 de setembre de 2001 | Socorro              | LINEAR                      |
| 243999 | 2001 SG21              | 16 de setembre de 2001 | Socorro              | LINEAR                      |
| 244000 | 2001 SF24              | 16 de setembre de 2001 | Socorro              | LINEAR                      |